# Lista conducătorilor de stat în anul 2015
Lista conducătorilor de stat în anul 2015 se bazează pe Lista statelor lumii și pe Lista de teritorii dependente, așa cum sunt ele cunoscute de la 1 ianuarie 2015 pâna la 31 decembrie 2015. 
Lista principală numără, în anul 2015, 193 state membre în cadrul ONU. Listele adiționale conțin:  State independente recunoscute parțial de comunitatea internațională, State independente nerecunoscute, Teritorii independente de facto,  Entități cu statut apropiat de cel de stat, Territorii nesuverane, autonome sau cu administrație specială și Guverne alternative și / sau în exil. .
Șefii executivului statelor suverane sunt în principal șefii de stat și șefii de guvern:
- Un șef de stat este o persoană fizică, uneori  juridică, care reprezintă simbolic continuitatea și legitimitatea statului. Lui îi sunt rezervate în mod tradițional diverse funcții: reprezentarea externă, promulgarea legilor, nominalizarea titularilor unor funcții publice la nivel înalt. În funcție de stat el poate fi cel mai important deținător al puterii executive sau doar să personalizeze puterea supremă exercitată în numele lui de alte personalități politice.
- Un șef de guvern este o persoană fizică care deține primul sau al doilea rol executiv (conform tipului de regim politic) și se află în fruntea guvernului adică a  totalității miniștrilor sau secretarilor de stat însărcinați cu responsabilități executive.

În cazul teritoriilor autonome și a altor colectivități nesuverane, adică dependente de un stat suveran, titlurile șefului executiv local sunt diferite: prefect, bailiff, guvernator, președinte, etc.

## State independente recunoscute cvasigeneral
| Statul                                                                               | Funcția                                                                                    | Numele | Începând cu                       |
| ------------------------------------------------------------------------------------ | ------------------------------------------------------------------------------------------ | --- | --------------------------------- |
| Afganistan                                                                           | Președinte al Republicii                                                                   | Ashraf Ghani                                                                                               | 29 septembrie 2014                |
| Afganistan                                                                           | Șef al executivului (prim-ministru)                                                        | Abdullah Abdullah                                                                                          | 29 septembrie 2014                |
| Africa de Sud · (vezi și : §13)                                                      | Președinte al Republicii                                                                   | Jacob Zuma                                                                                                 | 9 mai 2009                        |
| Albania                                                                              | Președinte al Republicii                                                                   | Bujar Nishani                                                                                              | 24 iulie 2012                     |
| Albania                                                                              | Prim-ministru                                                                              | Edi Rama                                                                                                   | 15 septembrie 2013                |
| Algeria                                                                              | Președinte al Republicii                                                                   | Abdelaziz Bouteflika                                                                                       | 27 aprilie 1999                   |
| Algeria                                                                              | Prim-ministru                                                                              | Abdelmalek Sellal                                                                                          | 29 aprilie 2014                   |
| Andorra                                                                              | Coprinț episcopal                                                                          | Joan Enric Vives Sicília                                                                                   | 12 mai 2003                       |
| Andorra                                                                              | Coprinț francez                                                                            | François Hollande                                                                                          | 15 mai 2012                       |
| Andorra                                                                              | Reprezentant personal al coprințului episcopal                                             | Josep Maria Mauri                                                                                          | 20 iulie 2012                     |
| Andorra                                                                              | Reprezentanți personali ai coprințului francez (succesivi)                                 | Thierry Lataste                                                                                            | 5 ianuarie 2015                   |
| Andorra                                                                              | Reprezentanți personali ai coprințului francez (succesivi)                                 | Sylvie Hubac                                                                                               | 21 mai 2012                       |
| Andorra                                                                              | Șefi ai guvernului (succesivi)                                                             | Antoni Martí                                                                                               | 1 aprilie 2015                    |
| Andorra                                                                              | Șefi ai guvernului (succesivi)                                                             | Gilbert Saboya Sunyé (interimar)                                                                           | 23 martie 2015                    |
| Andorra                                                                              | Șefi ai guvernului (succesivi)                                                             | Antoni Martí                                                                                               | 12 mai 2011                       |
| Angola                                                                               | Președinte al Republicii                                                                   | José Eduardo dos Santos                                                                                    | 10 septembrie 1979                |
| Antigua și Barbuda · (vezi și:§13)                                                   | Regină                                                                                     | Elisabeta a II-a                                                                                           | 1 noiembrie 1981                  |
| Antigua și Barbuda · (vezi și:§13)                                                   | Guvernator general                                                                         | sir Rodney Williams                                                                                        | 14 august 2014                    |
| Antigua și Barbuda · (vezi și:§13)                                                   | Prim-ministru                                                                              | Gaston Browne                                                                                              | 13 iunie 2014                     |
| Arabia Saudită                                                                       | Regi (succesivi)                                                                           | Salman | 23 ianuarie 2015                  |
| Arabia Saudită                                                                       | Regi (succesivi)                                                                           | Abdullah , , <                                                                                             | 1 august 2005                     |
| Arabia Saudită                                                                       | Președinți ai Consiliului de Miniștri (succesivi)                                          | Salman | 23 ianuarie 2015                  |
| Arabia Saudită                                                                       | Președinți ai Consiliului de Miniștri (succesivi)                                          | Abdullah                                                                                                   | 1 august 2005                     |
| Argentina · (vezi și: §13)                                                           | Președinți ai Națiunii (succesivi)                                                         | Mauricio Macri                                                                                             | 10 decembrie 2015                 |
| Argentina · (vezi și: §13)                                                           | Președinți ai Națiunii (succesivi)                                                         | Federico Pinedo (interimar)                                                                                | 10 decembrie 2015                 |
| Argentina · (vezi și: §13)                                                           | Președinți ai Națiunii (succesivi)                                                         | Cristina Fernández de Kirchner                                                                             | 10 decembrie 2007                 |
| Argentina · (vezi și: §13)                                                           | Șefi ai cabinetului (succesivi)                                                            | Marcos Peña                                                                                                | 10 decembrie 2015                 |
| Argentina · (vezi și: §13)                                                           | Șefi ai cabinetului (succesivi)                                                            | Aníbal Fernández                                                                                           | 23 februarie 2015                 |
| Argentina · (vezi și: §13)                                                           | Șefi ai cabinetului (succesivi)                                                            | Jorge Capitanich                                                                                           | 20 noiembrie 2013                 |
| Armenia                                                                              | Președinte al Republicii                                                                   | Serzh Sargsyan                                                                                             | 9 aprilie 2008                    |
| Armenia                                                                              | Prim-ministru                                                                              | Hovik Abrahamyan                                                                                           | 13 aprilie 2014                   |
| Australia · (vezi și: §6)                                                            | Regină                                                                                     | Elisabeta a II-a                                                                                           | 6 februarie 1952                  |
| Australia · (vezi și: §6)                                                            | Guvernator general                                                                         | sir Peter Cosgrove                                                                                         | 27 martie 2014                    |
| Australia · (vezi și: §6)                                                            | Prim-miniștri (succesivi)                                                                  | Malcolm Turnbull                                                                                           | 15 septembrie 2015                |
| Australia · (vezi și: §6)                                                            | Prim-miniștri (succesivi)                                                                  | Tony Abbott                                                                                                | 18 septembrie 2013                |
| Austria                                                                              | Președinte federal al Republicii                                                           | Heinz Fischer                                                                                              | 8 iulie 2004                      |
| Austria                                                                              | Cancelar federal                                                                           | Werner Faymann                                                                                             | 2 decembrie 2008                  |
| Azerbaidjan · (vezi și: §3 și §13)                                                   | Președinte al Republicii                                                                   | Ilham Aliyev ,                                                                                             | 15 octombrie 2003                 |
| Azerbaidjan · (vezi și: §3 și §13)                                                   | Prim-ministru                                                                              | Artur Rasizade                                                                                             | 31 octombrie 2003                 |
| Bahamas                                                                              | Regină                                                                                     | Elisabeta a II-a                                                                                           | 10 iulie 1973                     |
| Bahamas                                                                              | Guvernatoare generalǎ                                                                      | dame Marguerite Pindling ,                                                                                 | 8 iulie 2014                      |
| Bahamas                                                                              | Prim-ministru                                                                              | Perry Christie                                                                                             | 7 mai 2012                        |
| Bahrain                                                                              | Rege                                                                                       | șeic Hamad bin Isa al Khalifa                                                                              | 6 martie 1999                     |
| Bahrain                                                                              | Prim-ministru (ministru președinte)                                                        | șeic Khalifa bin Salman al-Khalifa ,                                                                       | 19 ianuarie 1970                  |
| Bangladesh                                                                           | Președinte al Republicii                                                                   | Abdul Hamid                                                                                                | 20 martie 2013                    |
| Bangladesh                                                                           | Prim-ministru                                                                              | șeica Hasina Wazed ,                                                                                       | 6 ianuarie 2009                   |
| Barbados                                                                             | Regină                                                                                     | Elisabeta a II-a                                                                                           | 30 noiembrie 1966                 |
| Barbados                                                                             | Guvernator general                                                                         | sir Elliott Belgrave                                                                                       | 1 iunie 2012                      |
| Barbados                                                                             | Prim-ministru                                                                              | Freundel Stuart                                                                                            | 23 octombrie 2010                 |
| Belarus (vezi și : §15)                                                              | Președinte                                                                                 | Aleksandr Lukașenko                                                                                        | 20 iulie 1994                     |
| Belarus (vezi și : §15)                                                              | Prim-ministru                                                                              | Andrei Kobyakov                                                                                            | 27 decembrie 2014                 |
| Belgia                                                                               | Rege (al belgienilor)                                                                      | Filip | 21 iulie 2013                     |
| Belgia                                                                               | Prim-ministru                                                                              | Charles Michel                                                                                             | 11 noiembrie 2014                 |
| Belize                                                                               | Regină                                                                                     | Elisabeta a II-a                                                                                           | 21 septembrie 1981                |
| Belize                                                                               | Guvernator general                                                                         | sir Colville Young                                                                                         | 17 noiembrie 1993                 |
| Belize                                                                               | Prim-ministru                                                                              | Dean Barrow                                                                                                | 8 februarie 2008                  |
| Benin                                                                                | Președinte al Republicii                                                                   | Yayi Boni                                                                                                  | 6 aprilie 2006                    |
| Benin                                                                                | Prim-ministru                                                                              | Lionel Zinsou                                                                                              | 18 iunie 2015                     |
| Bhutan                                                                               | Rege                                                                                       | Jigme Khesar Namgyel Wangchuck                                                                             | 14 decembrie 2006                 |
| Bhutan                                                                               | Prim-ministru (lyonchen)                                                                   | lyonchen Jigme Thinley                                                                                     | 29 iulie 2013                     |
| Birmania                                                                             | Președinte al Republicii                                                                   | Thein Sein                                                                                                 | 4 februarie 2011                  |
| Bolivia                                                                              | Președinte constituțional al statului plurinațional                                        | Evo Morales                                                                                                | 22 ianuarie 2006                  |
| Bosnia și Herzegovina                                                                | Președinți ai Consiliului Prezidențial (succesivi)                                         | Dragan Čović                                                                                               | 17 iulie 2015                     |
| Bosnia și Herzegovina                                                                | Președinți ai Consiliului Prezidențial (succesivi)                                         | Mladen Ivanić                                                                                              | 17 noiembrie 2014                 |
| Bosnia și Herzegovina                                                                | Președinți ai Consiliului de Miniștri (succesivi)                                          | Denis Zvizdić                                                                                              | 11 februarie 2015                 |
| Bosnia și Herzegovina                                                                | Președinți ai Consiliului de Miniștri (succesivi)                                          | Vjekoslav Bevanda                                                                                          | 12 ianuarie 2012                  |
| Bosnia și Herzegovina                                                                | Înalt reprezentant internațional                                                           | Valentin Inzko (Austria)                                                                                   | 26 martie 2009                    |
| Botswana                                                                             | Președinte al Republicii                                                                   | Seretse Ian Khama                                                                                          | 1 aprilie 2008                    |
| Brazilia · (vezi și : §13)                                                           | Președintă a Republicii federale                                                           | Dilma Rousseff                                                                                             | 1 ianuarie 2011                   |
| Brunei                                                                               | Sultan [și suveran (Yang Di Pertuan)]                                                      | sir Hassanal Bolkiah                                                                                       | 5 octombrie 1967                  |
| Brunei                                                                               | Prim-ministru                                                                              | sir Hassanal Bolkiah                                                                                       | 1 ianuarie 1984                   |
| Bulgaria                                                                             | Președinte al Republicii                                                                   | Rosen Plevneliev                                                                                           | 22 ianuarie 2012                  |
| Bulgaria                                                                             | Prim-ministru (ministru președinte)                                                        | Boiko Borisov                                                                                              | 7 noiembrie 2014                  |
| Burkina Faso                                                                         | Șefi de stat (succesivi)                                                                   | Roch Marc Christian Kaboré [președinte al Faso (Republicii)]                                               | 29 decembrie 2015                 |
| Burkina Faso                                                                         | Șefi de stat (succesivi)                                                                   | Michel Kafando (șef de stat de tranziție)                                                                  | 23 septembrie 2015                |
| Burkina Faso                                                                         | Șefi de stat (succesivi)                                                                   | Gilbert Diendéré (șef al Consiliului Național pentru Democrație)                                           | 17 septembrie 2015                |
| Burkina Faso                                                                         | Șefi de stat (succesivi)                                                                   | Michel Kafando (șef de stat de tranziție)                                                                  | 18 noiembrie 2014                 |
| Burkina Faso                                                                         | Prim-miniștri (succesivi)                                                                  | Yacouba Isaac Zida (interimar)                                                                             | 23 septembrie 2015                |
| Burkina Faso                                                                         | Prim-miniștri (succesivi)                                                                  | funcție vacantă                                                                                            | 17 septembrie 2015                |
| Burkina Faso                                                                         | Prim-miniștri (succesivi)                                                                  | Yacouba Isaac Zida (interimar)                                                                             | 19 noiembrie 2014                 |
| Burundi                                                                              | Șefi de stat (în concurență)                                                               | Godefroid Niyombare (șef al Comitetului de Tranziție) (corevendicator din 13 mai 2015 până în 15 mai 2015) | 13 mai 2015 - 15 mai 2015         |
| Burundi                                                                              | Șefi de stat (în concurență)                                                               | Pierre Nkurunziza (președinte al Republicii) (corevendicator din 13 mai 2015 până în 15 mai 2015)          | 26 august 2005                    |
| Cambodgia                                                                            | Rege                                                                                       | Norodom Sihamoni                                                                                           | 29 octombrie 2004                 |
| Cambodgia                                                                            | Prim-ministru                                                                              | samdech Hun Sen                                                                                            | 31 decembrie 1984                 |
| Camerun                                                                              | Președinte al Republicii                                                                   | Paul Biya                                                                                                  | 6 noiembrie 1982                  |
| Camerun                                                                              | Prim-ministru                                                                              | Philémon Yang                                                                                              | 30 iunie 2009                     |
| Canada                                                                               | Regină                                                                                     | Elisabeta a II-a                                                                                           | 6 februarie 1952                  |
| Canada                                                                               | Guvernator general                                                                         | David Johnston                                                                                             | 1 octombrie 2010                  |
| Canada                                                                               | Prim-miniștri (succesivi)                                                                  | Justin Trudeau                                                                                             | 4 noiembrie 2015                  |
| Canada                                                                               | Prim-miniștri (succesivi)                                                                  | Stephen Harper                                                                                             | 6 februarie 2006                  |
| Capul Verde                                                                          | Președinte al Republicii                                                                   | Jorge Carlos Fonseca                                                                                       | 21 august 2011                    |
| Capul Verde                                                                          | Prim-ministru                                                                              | José Maria Neves                                                                                           | 1 februarie 2001                  |
| Cehia                                                                                | Președinte al Republicii                                                                   | Miloš Zeman                                                                                                | 7 martie 2013                     |
| Cehia                                                                                | Prim-ministru (președinte al Guvernului)                                                   | Bohuslav Sobotka                                                                                           | 29 ianuarie 2014                  |
| Centrafricană, Republica (vezi și: §15)                                              | Șefă de stat de tranziție                                                                  | Catherine Samba-Panza (de tranziție)                                                                       | 20 ianuarie 2014                  |
| Centrafricană, Republica (vezi și: §15)                                              | Prim-ministru                                                                              | Mahamat Kamoun (de tranziție)                                                                              | 10 august 2014                    |
| Chile · (vezi și : §13)                                                              | Președintǎ a Republicii                                                                    | Michelle Bachelet                                                                                          | 11 martie 2014                    |
| China (vezi și : §2, §13 și §15)                                                     | Secretar general al Partidului Comunist Chinez                                             | Xi Jinping                                                                                                 | 15 noiembrie 2012                 |
| China (vezi și : §2, §13 și §15)                                                     | Președinte al Republicii                                                                   | Xi Jinping                                                                                                 | 14 martie 2013                    |
| China (vezi și : §2, §13 și §15)                                                     | Premier al Consiliului de stat                                                             | Li Keqiang                                                                                                 | 16 martie 2013                    |
| Ciad                                                                                 | Președinte al Republicii                                                                   | Idriss Déby Itno                                                                                           | 2 decembrie 1990                  |
| Ciad                                                                                 | Prim-ministru                                                                              | Kalzeubé Pahimi Deubet                                                                                     | 21 noiembrie 2013                 |
| Cipru · (vezi și : §2)                                                               | Președinte al Republicii                                                                   | Nicos Anastasiades                                                                                         | 28 februarie 2013                 |
| Coasta de Fildeș                                                                     | Președinte al Republicii                                                                   | Alassane Ouattara ,                                                                                        | 4 decembrie 2010                  |
| Coasta de Fildeș                                                                     | Prim-ministru                                                                              | Daniel Kablan Duncan                                                                                       | 21 noiembrie 2012                 |
| Columbia · (vezi și: §13)                                                            | Președinte al Republicii                                                                   | Juan Manuel Santos                                                                                         | 7 august 2010                     |
| Comore                                                                               | Președinte al Uniunii                                                                      | Ikililou Dhoinine                                                                                          | 26 decembrie 2010                 |
| Congo, Republica                                                                     | Președinte al Republicii                                                                   | Denis Sassou-Nguesso ,                                                                                     | 25 octombrie 1997                 |
| Congo, Republica Democrată                                                           | Președinte al Republicii                                                                   | Joseph Kabila ,                                                                                            | 17 ianuarie 2001                  |
| Congo, Republica Democrată                                                           | Prim-ministru                                                                              | Augustin Matata Ponyo                                                                                      | 18 aprilie 2012                   |
| Coreea, Republica                                                                    | Președintă a Republicii                                                                    | Park Geun-hye                                                                                              | 25 februarie 2013                 |
| Coreea, Republica                                                                    | Prim-miniștri (succesivi)                                                                  | Hwang Kyo-ahn                                                                                              | 18 iunie 2015                     |
| Coreea, Republica                                                                    | Prim-miniștri (succesivi)                                                                  | Choi Kyoung-hwan (interimar)                                                                               | 27 aprilie 2015                   |
| Coreea, Republica                                                                    | Prim-miniștri (succesivi)                                                                  | Lee Wan-koo                                                                                                | 16 februarie 2015                 |
| Coreea, Republica                                                                    | Prim-miniștri (succesivi)                                                                  | Chung Hong-won                                                                                             | 26 februarie 2013                 |
| Coreeană, R.P.D.                                                                     | Lider suprem                                                                               | Kim Jong-un ,                                                                                              | 29 decembrie 2011                 |
| Coreeană, R.P.D.                                                                     | Secretar general etern al Partidului Muncii din Coreea                                     | Kim Jong-il ,                                                                                              | 11 aprilie 2012                   |
| Coreeană, R.P.D.                                                                     | Prim secretar al Partidului Muncii din Coreea                                              | Kim Jong-un ,                                                                                              | 11 aprilie 2012                   |
| Coreeană, R.P.D.                                                                     | Președinte etern al Comisiei Apărării Naționale                                            | Kim Jong-il .                                                                                              | 12 aprilie 2012                   |
| Coreeană, R.P.D.                                                                     | Prim președinte al Comisiei Apărării Naționale                                             | Kim Jong-un ,                                                                                              | 13 aprilie 2012                   |
| Coreeană, R.P.D.                                                                     | Președinte etern                                                                           | Kim Ir-sen                                                                                                 | 5 septembrie 1998                 |
| Coreeană, R.P.D.                                                                     | Președinte al Prezidiului Adunării Populare Supreme                                        | Kim Yong-nam                                                                                               | 5 septembrie 1998                 |
| Coreeană, R.P.D.                                                                     | Premier al Cabinetului                                                                     | Pak Pong-ju                                                                                                | 1 aprilie 2013                    |
| Costa Rica                                                                           | Președinte al Republicii                                                                   | Luis Guillermo Solís                                                                                       | 8 mai 2014                        |
| Croația                                                                              | Președinți ai Republicii (succesivi)                                                       | Kolinda Grabar-Kitarović                                                                                   | 18 februarie 2015                 |
| Croația                                                                              | Președinți ai Republicii (succesivi)                                                       | Ivo Josipovic                                                                                              | 18 februarie 2010                 |
| Croația                                                                              | Prim-ministru (președinte al Guvernului)                                                   | Zoran Milanović                                                                                            | 23 decembrie 2011                 |
| Cuba                                                                                 | Prim Secretar al Partidului Comunist Cubanez                                               | Raul Castro ,                                                                                              | 31 iulie 2006                     |
| Cuba                                                                                 | Președinte al Consiliului de Stat                                                          | Raúl Castro ,                                                                                              | 31 iulie 2006                     |
| Cuba                                                                                 | Președinte al Consiliului de Miniștri                                                      | Raúl Castro ,                                                                                              | 31 iulie 2006                     |
| Danemarca · (vezi și : §13)                                                          | Regină                                                                                     | Margareta a II-a                                                                                           | 14 ianuarie 1972                  |
| Danemarca · (vezi și : §13)                                                          | Prim-miniștri (miniștri de stat) (succesivi)                                               | Lars Løkke Rasmussen                                                                                       | 28 iunie 2015                     |
| Danemarca · (vezi și : §13)                                                          | Prim-miniștri (miniștri de stat) (succesivi)                                               | Helle Thorning-Schmidt                                                                                     | 2 octombrie 2011                  |
| Djibouti                                                                             | Președinte al Republicii                                                                   | Ismail Omar Guelleh                                                                                        | 8 mai 1999                        |
| Djibouti                                                                             | Prim-ministru                                                                              | Abdoulkader Kamil Mohamed                                                                                  | 1 aprilie 2013                    |
| Dominica                                                                             | Președinte al Commonwealth-ului                                                            | Charles Savarin                                                                                            | 2 septembrie 2013                 |
| Dominica                                                                             | Prim-ministru                                                                              | Roosevelt Skerrit                                                                                          | 8 ianuarie 2004                   |
| Dominicană, Republica                                                                | Președinte al Republicii                                                                   | Danilo Medina                                                                                              | 16 august 2012                    |
| Ecuador · (vezi și §13)                                                              | Președinte constituțional al Republicii                                                    | Rafael Correa                                                                                              | 15 ianuarie 2007                  |
| Egipt                                                                                | Președinte al Republicii                                                                   | Abdel Fattah el-Sisi                                                                                       | 8 iulie 2014                      |
| Egipt                                                                                | Prim-miniștri (președinți ai Consiliului de Miniștri) (succesivi)                          | Sherif Ismail                                                                                              | 19 septembrie 2015                |
| Egipt                                                                                | Prim-miniștri (președinți ai Consiliului de Miniștri) (succesivi)                          | Ibrahim Mahlab                                                                                             | 1 martie 2014                     |
| El Salvador                                                                          | Președinte al Republicii                                                                   | Salvador Sánchez Cerén                                                                                     | 1 iunie 2014                      |
| Elveția                                                                              | Președintă a Confederației                                                                 | Simonetta Sommaruga                                                                                        | 1 ianuarie 2015                   |
| Emiratele Arabe Unite                                                                | Președinte                                                                                 | șeic Khalifa bin Zayed Al Nahyan                                                                           | 3 noiembrie 2004                  |
| Emiratele Arabe Unite                                                                | Prim-ministru (președinte al Consiliului de Miniștri)                                      | șeic Mohammed ben Rachid Al Maktoum                                                                        | 5 ianuarie 2006                   |
| Eritreea                                                                             | Președinte al Statului                                                                     | Issayas Afewerki                                                                                           | 24 mai 1993                       |
| Estonia · (vezi și : §15)                                                            | Președinte al Republicii                                                                   | Toomas Hendrik Ilves                                                                                       | 9 octombrie 2006                  |
| Estonia · (vezi și : §15)                                                            | Prim-ministru (ministru șef)                                                               | Taavi Rõivas                                                                                               | 26 martie 2014                    |
| Etiopia                                                                              | Președinte al Republicii                                                                   | Mulatu Teshome                                                                                             | 7 octombrie 2013                  |
| Etiopia                                                                              | Prim-ministru                                                                              | Haile Mariam Dessalegn                                                                                     | 20 august 2012                    |
| Fiji                                                                                 | Președinți ai Republicii (succesivi)                                                       | George Konrote                                                                                             | 12 noiembrie 2015                 |
| Fiji                                                                                 | Președinți ai Republicii (succesivi)                                                       | Epeli Nailatikau                                                                                           | 30 iulie 2009                     |
| Fiji                                                                                 | Prim-ministru                                                                              | Frank Bainimarama ,                                                                                        | 11 aprilie 2009                   |
| Filipine · (vezi și : §13)                                                           | Președinte al Republicii                                                                   | Benigno Aquino III                                                                                         | 30 iunie 2010                     |
| Finlanda · (vezi și : §13)                                                           | Președinte al Republicii                                                                   | Sauli Niinistö                                                                                             | 1 martie 2012                     |
| Finlanda · (vezi și : §13)                                                           | Prim-miniștri (miniștri șefi) (succesivi)                                                  | Juha Sipilä                                                                                                | 29 mai 2015                       |
| Finlanda · (vezi și : §13)                                                           | Prim-miniștri (miniștri șefi) (succesivi)                                                  | Alexander Stubb                                                                                            | 24 iunie 2014                     |
| Franța (vezi și : §8)                                                                | Președinte al Republicii                                                                   | François Hollande                                                                                          | 15 mai 2012                       |
| Franța (vezi și : §8)                                                                | Prim-ministru                                                                              | Manuel Valls                                                                                               | 1 aprilie 2014                    |
| Gabon                                                                                | Președinte al Republicii                                                                   | Ali Bongo Ondimba                                                                                          | 16 octombrie 2009                 |
| Gabon                                                                                | Prim-ministru                                                                              | Daniel Ona Ondo                                                                                            | 24 ianuarie 2014                  |
| Gambia                                                                               | Președinte al Republicii                                                                   | Yahya Jammeh                                                                                               | 22 iulie 1994                     |
| Georgia · (vezi și : §2, §13 și §15)                                                 | Președinte                                                                                 | Giorgi Margvelashvili                                                                                      | 17 noiembrie 2013                 |
| Georgia · (vezi și : §2, §13 și §15)                                                 | Prim-miniștri (succesivi)                                                                  | Giorgi Kvirikashvili                                                                                       | 30 decembrie 2015                 |
| Georgia · (vezi și : §2, §13 și §15)                                                 | Prim-miniștri (succesivi)                                                                  | Irakli Garibashvili                                                                                        | 20 noiembrie 2013                 |
| Germania                                                                             | Președinte federal                                                                         | Joachim Gauck                                                                                              | 18 martie 2012                    |
| Germania                                                                             | Cancelară federală                                                                         | Angela Merkel                                                                                              | 22 noiembrie 2005                 |
| Ghana                                                                                | Președinte al Republicii                                                                   | John Dramani Mahama                                                                                        | 24 iulie 2012                     |
| Grecia · (vezi și : §13)                                                             | Președinți ai Republicii (succesivi)                                                       | Prokopis Pavlopoulos                                                                                       | 13 martie 2015                    |
| Grecia · (vezi și : §13)                                                             | Președinți ai Republicii (succesivi)                                                       | Karolos Papoulias                                                                                          | 12 martie 2005                    |
| Grecia · (vezi și : §13)                                                             | Prim-miniștri (succesivi)                                                                  | Alexis Tsipras                                                                                             | 21 septembrie 2015                |
| Grecia · (vezi și : §13)                                                             | Prim-miniștri (succesivi)                                                                  | Vassiliki Thanou-Christophilou (interimară)                                                                | 27 august 2015                    |
| Grecia · (vezi și : §13)                                                             | Prim-miniștri (succesivi)                                                                  | Alexis Tsipras                                                                                             | 26 ianuarie 2015                  |
| Grecia · (vezi și : §13)                                                             | Prim-miniștri (succesivi)                                                                  | Antonis Samaras                                                                                            | 20 iunie 2012                     |
| Grenada · (vezi și : §13)                                                            | Regină                                                                                     | Elisabeta a II-a                                                                                           | 7 februarie 1974                  |
| Grenada · (vezi și : §13)                                                            | Guvernatoare generală                                                                      | dame Cécile La Grenade                                                                                     | 7 aprilie 2013                    |
| Grenada · (vezi și : §13)                                                            | Prim-ministru                                                                              | Keith Mitchell                                                                                             | 20 februarie 2013                 |
| Guatemala                                                                            | Președinți ai Republicii (succesivi)                                                       | Alejandro Maldonado Aguirre (interimar)                                                                    | 3 septembrie 2015                 |
| Guatemala                                                                            | Președinți ai Republicii (succesivi)                                                       | Otto Pérez Molina                                                                                          | 14 ianuarie 2012                  |
| Guineea                                                                              | Președinte al Republicii                                                                   | Alpha Condé                                                                                                | 21 decembrie 2010                 |
| Guineea                                                                              | Prim-miniștri (succesivi)                                                                  | Mamady Youla                                                                                               | 29 decembrie 2015                 |
| Guineea                                                                              | Prim-miniștri (succesivi)                                                                  | Mohamed Saïd Fofana                                                                                        | 24 decembrie 2010                 |
| Guineea-Bissau                                                                       | Președinte al Republicii                                                                   | José Mário Vaz                                                                                             | 23 iunie 2014                     |
| Guineea-Bissau                                                                       | Prim-miniștri (succesivi)                                                                  | Carlos Correia                                                                                             | 17 septembrie 2015                |
| Guineea-Bissau                                                                       | Prim-miniștri (succesivi)                                                                  | Baciro Djá                                                                                                 | 20 august 2015                    |
| Guineea-Bissau                                                                       | Prim-miniștri (succesivi)                                                                  | Domingos Simões Pereira                                                                                    | 4 iulie 2014                      |
| Guineea Ecuatorială                                                                  | Președinte al Republicii                                                                   | Teodoro Obiang Nguema Mbasogo ,                                                                            | 3 august 1979                     |
| Guineea Ecuatorială                                                                  | Prim-ministru                                                                              | Vicente Ehate Tomi                                                                                         | 18 mai 2012                       |
| Guyana                                                                               | Președinți ai Republicii (succesivi)                                                       | David A. Granger                                                                                           | 16 mai 2015                       |
| Guyana                                                                               | Președinți ai Republicii (succesivi)                                                       | Donald Ramotar                                                                                             | 3 decembrie 2011                  |
| Guyana                                                                               | Prim-miniștri (succesivi)                                                                  | Moses Nagamootoo                                                                                           | 19 mai 2015                       |
| Guyana                                                                               | Prim-miniștri (succesivi)                                                                  | Sam Hinds                                                                                                  | 11 august 1999                    |
| Haiti                                                                                | Președinte al Republicii                                                                   | Michel Martelly                                                                                            | 14 mai 2011                       |
| Haiti                                                                                | Prim-miniștri (succesivi)                                                                  | Evans Paul                                                                                                 | 16 ianuarie 2015                  |
| Haiti                                                                                | Prim-miniștri (succesivi)                                                                  | Florence Duperval Guillaume (interimarǎ)                                                                   | 21 decembrie 2014                 |
| Honduras                                                                             | Președinte al Republicii                                                                   | Juan Orlando Hernández                                                                                     | 27 ianuarie 2014                  |
| India · (vezi și : §2)                                                               | Președinte al Republicii                                                                   | Pranab Mukherjee                                                                                           | 25 iulie 2012                     |
| India · (vezi și : §2)                                                               | Prim-ministru                                                                              | Narendra Modi                                                                                              | 26 mai 2014                       |
| Indonezia · (vezi și : §15)                                                          | Președinte al Republicii                                                                   | Joko Widodo                                                                                                | 20 octombrie 2014                 |
| Iordania                                                                             | Rege                                                                                       | Abdullah al II-lea                                                                                         | 7 februarie 1999                  |
| Iordania                                                                             | Prim-ministru (ministru președinte)                                                        | Abdullah Ensour                                                                                            | 11 octombrie 2012                 |
| Irak · (vezi și : §3 și §13)                                                         | Președinte al Republicii                                                                   | Fuad Masum                                                                                                 | 24 iulie 2014                     |
| Irak · (vezi și : §3 și §13)                                                         | Prim-ministru (ministru președinte)                                                        | Haider al-Abadi                                                                                            | 8 septembrie 2014                 |
| Iran                                                                                 | Lider suprem                                                                               | ayatollah Ali Khamenei                                                                                     | 4 iunie 1989                      |
| Iran                                                                                 | Președinte al Republicii                                                                   | hojatolislam Hassan Rouhani                                                                                | 3 august 2013                     |
| Irlanda                                                                              | Președinte                                                                                 | Michael D. Higgins                                                                                         | 11 noiembrie 2011                 |
| Irlanda                                                                              | Prim-ministru (Taoiseach)                                                                  | Enda Kenny                                                                                                 | 9 martie 2011                     |
| Islanda                                                                              | Președinte                                                                                 | Ólafur Ragnar Grímsson                                                                                     | 1 august 1996                     |
| Islanda                                                                              | Prim-ministru (ministru președinte)                                                        | Sigmundur Davíð Gunnlaugsson                                                                               | 24 mai 2013                       |
| Israel · (vezi și : §2)                                                              | Președinte al Statului                                                                     | Reuven Rivlin                                                                                              | 24 iulie 2014                     |
| Israel · (vezi și : §2)                                                              | Prim-ministru (șef al guvernului)                                                          | Beniamin Netaniahu                                                                                         | 31 martie 2009                    |
| Italia                                                                               | Președinți ai Republicii (succesivi)                                                       | Sergio Mattarella                                                                                          | 3 februarie 2015                  |
| Italia                                                                               | Președinți ai Republicii (succesivi)                                                       | Pietro Grasso (interimar)                                                                                  | 14 ianuarie 2015                  |
| Italia                                                                               | Președinți ai Republicii (succesivi)                                                       | Giorgio Napolitano                                                                                         | 15 mai 2006                       |
| Italia                                                                               | Președinte al Consiliului de Miniștri                                                      | Matteo Renzi                                                                                               | 22 februarie 2014                 |
| Jamaica                                                                              | Regină                                                                                     | Elisabeta a II-a                                                                                           | 6 august 1962                     |
| Jamaica                                                                              | Guvernator general                                                                         | sir Patrick Allen                                                                                          | 26 februarie 2009                 |
| Jamaica                                                                              | Prim-ministru                                                                              | Portia Simpson-Miller                                                                                      | 5 ianuarie 2012                   |
| Japonia                                                                              | Împărat                                                                                    | Akihito | 7 ianuarie 1989                   |
| Japonia                                                                              | Prim-ministru                                                                              | Shinzō Abe ,                                                                                               | 26 decembrie 2012                 |
| Kazahstan                                                                            | Președinte al Republicii                                                                   | Nursultan Nazarbaev                                                                                        | 24 aprilie 1990                   |
| Kazahstan                                                                            | Prim-ministru                                                                              | Karim Massimov                                                                                             | 2 aprilie 2014                    |
| Kârgâzstan                                                                           | Președinte al Republicii                                                                   | Almazbek Atambaïev                                                                                         | 30 octombrie 2011                 |
| Kârgâzstan                                                                           | Prim-miniștri (succesivi)                                                                  | Temir Sariyev                                                                                              | 1 mai 2015                        |
| Kârgâzstan                                                                           | Prim-miniștri (succesivi)                                                                  | Djoomart Otorbaev                                                                                          | 25 martie 2014                    |
| Kenya                                                                                | Președinte al Republicii                                                                   | Uhuru Kenyatta                                                                                             | 9 aprilie 2013                    |
| Kiribati                                                                             | Președinte al Republicii                                                                   | Anote Tong                                                                                                 | 10 iulie 2003                     |
| Kuweit                                                                               | Emir                                                                                       | șeic Sabah Al-Ahmad Al-Jaber Al-Sabah ,                                                                    | 24 ianuarie 2006                  |
| Kuweit                                                                               | Prim-ministru (ministru președinte)                                                        | șeic Jaber Al-Mubarak Al-Hamad Al-Sabah                                                                    | 4 decembrie 2011                  |
| Laos                                                                                 | Secretar general al Partidului Popular Revoluționar Laoțian                                | Choummaly Sayasone                                                                                         | 21 martie 2006                    |
| Laos                                                                                 | Președinte al Republicii                                                                   | Choummaly Sayasone                                                                                         | 8 iunie 2006                      |
| Laos                                                                                 | Prim-ministru                                                                              | Thongsing Thammavong                                                                                       | 23 decembrie 2010                 |
| Lesotho                                                                              | Rege (Marena)                                                                              | Letsie al III-lea                                                                                          | 7 februarie 1996                  |
| Lesotho                                                                              | Prim-miniștri (Tona-Kholo) (succesivi)                                                     | Pakalitha Mosisili                                                                                         | 17 martie 2015                    |
| Lesotho                                                                              | Prim-miniștri (Tona-Kholo) (succesivi)                                                     | Tom Thabane                                                                                                | 8 iunie 2012                      |
| Letonia                                                                              | Președinți ai Republicii (succesivi)                                                       | Raimonds Vējonis                                                                                           | 8 iulie 2015                      |
| Letonia                                                                              | Președinți ai Republicii (succesivi)                                                       | Andris Bērziņš                                                                                             | 8 iulie 2011                      |
| Letonia                                                                              | Prim-ministru (ministru președintǎ)                                                        | Laimdota Straujuma                                                                                         | 22 ianuarie 2014                  |
| Liban                                                                                | Președinte al Republicii                                                                   | Tammam Salam . (interimar)                                                                                 | 25 mai 2014                       |
| Liban                                                                                | Președinte al Consiliului de Miniștri                                                      | Tammam Salam                                                                                               | 15 februarie 2014                 |
| Liberia                                                                              | Președintă al Republicii                                                                   | Ellen Johnson Sirleaf                                                                                      | 16 ianuarie 2006                  |
| Libia · (vezi și : §15)                                                              | Președinte al Camerei Reprezentanților-Guvernul provizoriu (al Camerei Reprezentanților) ) | Aguila Salah Issa , (corevendicator ȋncepȃnd cu 25 august 2014)                                            | 5 august 2014                     |
| Libia · (vezi și : §15)                                                              | Prim ministru (ministru președinte)-Guvernul provizoriu (al Camerei Reprezentanților)      | Abdullah al-Thani , (corevendicator începând cu 6 septembrie 2014)                                         | 11 martie 2014                    |
| Liechtenstein                                                                        | Prinți suverani                                                                            | Alois (regent)                                                                                             | 15 august 2004                    |
| Liechtenstein                                                                        | Prinți suverani                                                                            | Hans Adam al II-lea . (prinț suveran)                                                                      | 13 noiembrie 1989                 |
| Liechtenstein                                                                        | Șef al guvernului                                                                          | Adrian Hasler                                                                                              | 27 martie 2013                    |
| Lituania                                                                             | Președintǎ a Republicii                                                                    | Dalia Grybauskaitė                                                                                         | 12 iulie 2009                     |
| Lituania                                                                             | Prim-ministru (ministru președinte)                                                        | Algirdas Butkevičius                                                                                       | 12 decembrie 2012                 |
| Luxemburg                                                                            | Mare Duce                                                                                  | Henric | 7 octombrie 2000                  |
| Luxemburg                                                                            | Prim-ministru                                                                              | Xavier Bettel                                                                                              | 4 decembrie 2013                  |
| Macedonia                                                                            | Președinte al Republicii                                                                   | Gjorge Ivanov                                                                                              | 12 mai 2009                       |
| Macedonia                                                                            | Prim-ministru (președinte al guvernului)                                                   | Nikola Gruevski                                                                                            | 27 august 2006                    |
| Madagascar                                                                           | Președinte al Republicii                                                                   | Hery Rajaonarimampianina                                                                                   | 25 ianuarie 2014                  |
| Madagascar                                                                           | Prim-miniștri (succesivi)                                                                  | Jean Ravelonarivo                                                                                          | 14 ianuarie 2015                  |
| Madagascar                                                                           | Prim-miniștri (succesivi)                                                                  | Roger Kolo                                                                                                 | 16 aprilie 2014                   |
| Malaezia                                                                             | Șef de stat                                                                                | Abdul Halim Muadzam Shah                                                                                   | 13 decembrie 2011                 |
| Malaezia                                                                             | Prim-ministru                                                                              | datuk seri Najib Tun Razak                                                                                 | 3 aprilie 2009                    |
| Malawi                                                                               | Președinte al Republicii                                                                   | Peter Mutharika                                                                                            | 31 mai 2014                       |
| Maldive                                                                              | Președinte al Republicii                                                                   | Abdulla Yameen                                                                                             | 17 noiembre 2013                  |
| Mali                                                                                 | Președinte al Republicii                                                                   | Ibrahim Boubacar Keita                                                                                     | 4 septembrie 2013                 |
| Mali                                                                                 | Prim-miniștri (miniștri șefi) (succesivi)                                                  | Modibo Keita                                                                                               | 9 ianuarie 2015                   |
| Mali                                                                                 | Prim-miniștri (miniștri șefi) (succesivi)                                                  | Moussa Mara                                                                                                | 5 aprilie 2014                    |
| Malta                                                                                | Președintǎ a Republicii                                                                    | Marie Louise Coleiro Preca                                                                                 | 4 aprilie 2014                    |
| Malta                                                                                | Prim-ministru                                                                              | Joseph Muscat                                                                                              | 11 martie 2013                    |
| Maroc · (vezi și : §2)                                                               | Rege                                                                                       | Mohammed al VI-lea                                                                                         | 23 iulie 1999                     |
| Maroc · (vezi și : §2)                                                               | Șef al guvernului                                                                          | Abdelilah Benkirane                                                                                        | 29 noiembrie 2011                 |
| Marshall, Insulele                                                                   | Președinte al Republicii                                                                   | Christopher Loeak                                                                                          | 10 ianuarie 2012                  |
| Mauritania                                                                           | Președinte al Republicii                                                                   | Mohamed Ould Abdel Aziz ,                                                                                  | 5 august 2009                     |
| Mauritania                                                                           | Prim-ministru                                                                              | Yahya Ould Hademine                                                                                        | 20 august 2014                    |
| Mauritius · (vezi și : §13)                                                          | Președinți ai Republicii (succesivi)                                                       | Ameenah Gurib-Fakim                                                                                        | 5 iunie 2015                      |
| Mauritius · (vezi și : §13)                                                          | Președinți ai Republicii (succesivi)                                                       | Monique Ohsan-Bellepeau (interimarǎ)                                                                       | 29 mai 2015                       |
| Mauritius · (vezi și : §13)                                                          | Președinți ai Republicii (succesivi)                                                       | Rajkeswur Purryag                                                                                          | 21 iulie 2012                     |
| Mauritius · (vezi și : §13)                                                          | Prim-ministru                                                                              | Anerood Jugnauth                                                                                           | 17 decembrie 2014                 |
| Mexic                                                                                | Președinte al Statelor Unite Mexicane                                                      | Enrique Peña Nieto                                                                                         | 1 decembrie 2012                  |
| Micronezia                                                                           | Președinți ai Republicii (și șefi ai Guvernului) (succesivi)                               | Peter M. Christian                                                                                         | 11 mai 2015                       |
| Micronezia                                                                           | Președinți ai Republicii (și șefi ai Guvernului) (succesivi)                               | Manny Mori                                                                                                 | 11 mai 2007                       |
| Moldova, Republica (vezi și: §3 și §13)                                              | Președinte al Republicii                                                                   | Nicolae Timofti                                                                                            | 23 martie 2012                    |
| Moldova, Republica (vezi și: §3 și §13)                                              | Prim-miniștri (succesivi)                                                                  | Gheorghe Brega (interimar)                                                                                 | 30 octombrie 2015                 |
| Moldova, Republica (vezi și: §3 și §13)                                              | Prim-miniștri (succesivi)                                                                  | Valeriu Streleț                                                                                            | 30 iulie 2015                     |
| Moldova, Republica (vezi și: §3 și §13)                                              | Prim-miniștri (succesivi)                                                                  | Natalia Gherman (interimarǎ)                                                                               | 22 iunie 2015                     |
| Moldova, Republica (vezi și: §3 și §13)                                              | Prim-miniștri (succesivi)                                                                  | Chiril Gaburici                                                                                            | 18 februarie 2015                 |
| Moldova, Republica (vezi și: §3 și §13)                                              | Prim-miniștri (succesivi)                                                                  | Iurie Leancă                                                                                               | 30 mai 2013                       |
| Monaco                                                                               | Prinț suveran                                                                              | Albert al II-lea                                                                                           | 6 aprilie 2005                    |
| Monaco                                                                               | Miniștri de stat (prim-miniștri)                                                           | Gilles Tonelli (interimar)                                                                                 | 16 decembrie 2015                 |
| Monaco                                                                               | Miniștri de stat (prim-miniștri)                                                           | Michel Roger                                                                                               | 29 martie 2010                    |
| Mongolia                                                                             | Președinte al Republicii                                                                   | Tsakhiagiyn Elbegdorj                                                                                      | 18 iunie 2009                     |
| Mongolia                                                                             | Prim-ministru                                                                              | Chimediin Saikhanbileg                                                                                     | 21 noiembrie 2014                 |
| Mozambic                                                                             | Președinți ai Republicii (succesivi)                                                       | Filipe Nyusi                                                                                               | 15 ianuarie 2015                  |
| Mozambic                                                                             | Președinți ai Republicii (succesivi)                                                       | Armando Guebuza                                                                                            | 2 februarie 2005                  |
| Mozambic                                                                             | Prim-miniștri (succesivi)                                                                  | Carlos Agostinho do Rosário                                                                                | 17 ianuarie 2015                  |
| Mozambic                                                                             | Prim-miniștri (succesivi)                                                                  | funcție vacantă                                                                                            | 9 ianuarie 2015                   |
| Mozambic                                                                             | Prim-miniștri (succesivi)                                                                  | Alberto Vaquina                                                                                            | 8 octombrie 2012                  |
| Muntenegru                                                                           | Președinte                                                                                 | Filip Vujanović ,                                                                                          | 22 mai 2003                       |
| Muntenegru                                                                           | Prim-ministru (premier)                                                                    | Milo Đukanović                                                                                             | 4 decembrie 2012                  |
| Namibia                                                                              | Președinți ai Republicii (succesivi)                                                       | Hage Geingob                                                                                               | 21 martie 2015                    |
| Namibia                                                                              | Președinți ai Republicii (succesivi)                                                       | Hifikepunye Pohamba                                                                                        | 21 martie 2005                    |
| Namibia                                                                              | Prim-miniștri (succesivi)                                                                  | Saara Kuugongelwa                                                                                          | 21 martie 2015                    |
| Namibia                                                                              | Prim-miniștri (succesivi)                                                                  | Hage Geingob ,                                                                                             | 4 decembrie 2012                  |
| Nauru                                                                                | Președinte al Republicii                                                                   | Baron Waqa                                                                                                 | 11 iunie 2013                     |
| Nepal                                                                                | Președinți (succesivi)                                                                     | Bidhya Devi Bhandari                                                                                       | 29 octombrie 2015                 |
| Nepal                                                                                | Președinți (succesivi)                                                                     | Ram Baran Yadav                                                                                            | 23 iulie 2008                     |
| Nepal                                                                                | Prim-miniștri (succesivi)                                                                  | Khadga Prasad Oli                                                                                          | 12 octombrie 2015                 |
| Nepal                                                                                | Prim-miniștri (succesivi)                                                                  | Sushil Koirala                                                                                             | 11 februarie 2014                 |
| Nicaragua                                                                            | Președinte al Republicii                                                                   | Daniel Ortega                                                                                              | 10 ianuarie 2007                  |
| Niger                                                                                | Președinte                                                                                 | Mahamadou Issoufou                                                                                         | 7 aprilie 2011                    |
| Niger                                                                                | Prim-ministru                                                                              | Brigi Rafini                                                                                               | 7 aprilie 2011                    |
| Nigeria                                                                              | Președinți ai Republicii (succesivi)                                                       | Muhammadu Buhari                                                                                           | 29 mai 2015                       |
| Nigeria                                                                              | Președinți ai Republicii (succesivi)                                                       | Goodluck Jonathan                                                                                          | 9 februarie 2010                  |
| Norvegia · (vezi și : §9)                                                            | Rege                                                                                       | Harald al V-lea,                                                                                           | 17 ianuarie 1991                  |
| Norvegia · (vezi și : §9)                                                            | Prim-ministru (ministru de stat)                                                           | Erna Solberg                                                                                               | 16 octombrie 2013                 |
| Noua Zeelandă · (vezi și : §10)                                                      | Regină                                                                                     | Elisabeta a II-a                                                                                           | 6 februarie 1952                  |
| Noua Zeelandă · (vezi și : §10)                                                      | Guvernator general                                                                         | sir Jerry Mateparae                                                                                        | 31 august 2011                    |
| Noua Zeelandă · (vezi și : §10)                                                      | Prim-ministru                                                                              | John Key                                                                                                   | 19 noiembrie 2008                 |
| Oman                                                                                 | Sultan                                                                                     | Qaboos bin Said Al Said                                                                                    | 23 iulie 1970                     |
| Oman                                                                                 | Prim-ministru                                                                              | Qaboos bin Said Al Said                                                                                    | 2 ianuarie 1972                   |
| Pakistan · (vezi și : §2, §4 și §13)                                                 | Președinte al Republicii                                                                   | Mamnoon Hussain                                                                                            | 9 septembrie 2013                 |
| Pakistan · (vezi și : §2, §4 și §13)                                                 | Prim-ministru (mare vizir)                                                                 | Nawaz Sharif                                                                                               | 5 iunie 2013                      |
| Palau                                                                                | Președinte al Republicii                                                                   | Tommy Remengesau ,                                                                                         | 17 ianuarie 2013                  |
| Panama                                                                               | Președinte al Republicii                                                                   | Juan Carlos Varela                                                                                         | 1 iulie 2014                      |
| Papua Noua Guinee · (vezi și : §13)                                                  | Regină                                                                                     | Elisabeta a II-a                                                                                           | 16 septembrie 1975                |
| Papua Noua Guinee · (vezi și : §13)                                                  | Guvernator general                                                                         | sir Michael Ogio ,                                                                                         | 20 decembrie 2010                 |
| Papua Noua Guinee · (vezi și : §13)                                                  | Prim-ministru                                                                              | Peter O’Neill ,                                                                                            | 2 august 2011                     |
| Paraguay                                                                             | Președinte al Republicii                                                                   | Horacio Cartes                                                                                             | 15 august 2013                    |
| Peru                                                                                 | Președinte al Republicii                                                                   | Ollanta Humala                                                                                             | 28 iulie 2011                     |
| Peru                                                                                 | Președinți ai Consiliului de Miniștri (succesivi)                                          | Pedro Cateriano                                                                                            | 2 aprilie 2015                    |
| Peru                                                                                 | Președinți ai Consiliului de Miniștri (succesivi)                                          | Ana Jara Velásquez                                                                                         | 22 iulie 2014                     |
| Polonia                                                                              | Președinți ai Republicii (succesivi)                                                       | Andrzej Duda                                                                                               | 6 august 2015                     |
| Polonia                                                                              | Președinți ai Republicii (succesivi)                                                       | Bronisław Komorowski                                                                                       | 6 august 2010                     |
| Polonia                                                                              | Prim-miniștri (președinți ai Consiliului de Miniștri) (succesivi)                          | Beata Szydło                                                                                               | 16 noiembrie 2015                 |
| Polonia                                                                              | Prim-miniștri (președinți ai Consiliului de Miniștri) (succesivi)                          | Ewa Kopacz                                                                                                 | 22 septembrie 2014                |
| Portugalia · (vezi și : §13)                                                         | Președinte al Republicii                                                                   | Aníbal Cavaco Silva                                                                                        | 9 martie 2006                     |
| Portugalia · (vezi și : §13)                                                         | Prim-miniștri (succesivi)                                                                  | António Costa                                                                                              | 26 noiembrie 2015                 |
| Portugalia · (vezi și : §13)                                                         | Prim-miniștri (succesivi)                                                                  | Pedro Passos Coelho                                                                                        | 21 iunie 2011                     |
| Qatar                                                                                | Emir                                                                                       | șeic Tamim bin Hamad Al Thani                                                                              | 25 iunie 2013                     |
| Qatar                                                                                | Prim-ministru (ministru președinte)                                                        | șeic Abdullah bin Nasser bin Khalifa Al Thani                                                              | 26 iunie 2013                     |
| Regatul Unit (vezi și : §6)                                                          | Regină                                                                                     | Elisabeta a II-a                                                                                           | 6 februarie 1952                  |
| Regatul Unit (vezi și : §6)                                                          | Prim-ministru                                                                              | David Cameron                                                                                              | 11 mai 2010                       |
| România                                                                              | Președinte                                                                                 | Klaus Iohannis                                                                                             | 21 decembrie 2014                 |
| România                                                                              | Prim-miniștri (succesivi)                                                                  | Dacian Cioloș                                                                                              | 17 noiembrie 2015                 |
| România                                                                              | Prim-miniștri (succesivi)                                                                  | Sorin Cîmpeanu (interimar)                                                                                 | 5 noiembrie 2015                  |
| România                                                                              | Prim-miniștri (succesivi)                                                                  | Gabriel Oprea (interimar)                                                                                  | 16 iunie 2015 - 9 iulie 2015      |
| România                                                                              | Prim-miniștri (succesivi)                                                                  | Victor Ponta                                                                                               | 7 mai 2012                        |
| Rusia · (vezi și : §15)                                                              | Președinte al Federației                                                                   | Vladimir Putin                                                                                             | 7 mai 2012                        |
| Rusia · (vezi și : §15)                                                              | Prim-ministru (președinte al Guvernului)                                                   | Dmitri Medvedev ,                                                                                          | 8 mai 2012                        |
| Rwanda                                                                               | Președinte al Republicii                                                                   | Paul Kagame                                                                                                | 24 martie 2000                    |
| Rwanda                                                                               | Prim-ministru                                                                              | Anastase Murekezi                                                                                          | 23 iulie 2014                     |
| Samoa                                                                                | Șef al statului (O le Ao o le Malo)                                                        | tuimaleali'ifano Tupua Tamasese Tupuola Tufuga Efi                                                         | 20 iunie 2007                     |
| Samoa                                                                                | Prim-ministru (Palemia o le Malo)                                                          | Tuilaepa Sailele Malielegaoi                                                                               | 23 noiembrie 1998                 |
| San Marino                                                                           | Căpitani regenți (succesivi)                                                               | Lorella Stefanelli și Nicola Renzi                                                                         | 1 octombrie 2015                  |
| San Marino                                                                           | Căpitani regenți (succesivi)                                                               | Andrea Belluzzi și Roberto Venturini                                                                       | 1 aprilie 2015                    |
| San Marino                                                                           | Căpitani regenți (succesivi)                                                               | [[Gian Franco Terenzi și Guerrino Zanotti                                                                  | 1 octombrie 2014                  |
| São Tomé și Príncipe · (vezi și : §13)                                               | Președinte al Republicii                                                                   | Manuel Pinto da Costa                                                                                      | 3 septembrie 2011                 |
| São Tomé și Príncipe · (vezi și : §13)                                               | Prim-ministru                                                                              | Patrice Trovoada ,                                                                                         | 12 decembrie 2012                 |
| Senegal                                                                              | Președinte al Republicii                                                                   | Macky Sall                                                                                                 | 2 aprilie 2012                    |
| Senegal                                                                              | Prim-ministru                                                                              | Mohamed Ben Abdallah Dionne                                                                                | 6 iulie 2014                      |
| Serbia · (vezi și : §2 și §15)                                                       | Președinte al Republicii                                                                   | Tomislav Nikolić                                                                                           | 31 mai 2012                       |
| Serbia · (vezi și : §2 și §15)                                                       | Prim-ministru (președinte al guvernului)                                                   | Aleksandar Vučić                                                                                           | 27 aprilie 2014                   |
| Seychelles                                                                           | Președinte al Republicii                                                                   | James Michel                                                                                               | 14 aprilie 2004                   |
| Sfânta Lucia · (Saint Lucia)                                                         | Regină                                                                                     | Elisabeta a II-a                                                                                           | 22 februarie 1979                 |
| Sfânta Lucia · (Saint Lucia)                                                         | Guvernatoare generală                                                                      | dame Pearlette Louisy                                                                                      | 17 septembre 1997                 |
| Sfânta Lucia · (Saint Lucia)                                                         | Prim-ministru                                                                              | Kenny Anthony                                                                                              | 30 noiembrie 2011                 |
| Sfântul Cristofor și Nevis · [Saint Kitts (Christopher) and Nevis] · (vezi și : §13) | Regină                                                                                     | Elisabeta a II-a                                                                                           | 19 septembrie 1983                |
| Sfântul Cristofor și Nevis · [Saint Kitts (Christopher) and Nevis] · (vezi și : §13) | Guvernatori generali (succesivi)                                                           | sir Samuel Weymouth Tapley Seaton                                                                          | 20 mai 2015                       |
| Sfântul Cristofor și Nevis · [Saint Kitts (Christopher) and Nevis] · (vezi și : §13) | Guvernatori generali (succesivi)                                                           | sir Edmund Lawrence                                                                                        | 2 ianuarie 2013                   |
| Sfântul Cristofor și Nevis · [Saint Kitts (Christopher) and Nevis] · (vezi și : §13) | Prim-miniștri (succesivi)                                                                  | Timothy Harris                                                                                             | 18 februarie 2015                 |
| Sfântul Cristofor și Nevis · [Saint Kitts (Christopher) and Nevis] · (vezi și : §13) | Prim-miniștri (succesivi)                                                                  | Denzil Douglas                                                                                             | 6 iulie 1995                      |
| Sfântul Vincențiu și Grenadinele (Saint Vincent and the Grenadines)                  | Regină                                                                                     | Elisabeta a II-a                                                                                           | 27 octombrie 1979                 |
| Sfântul Vincențiu și Grenadinele (Saint Vincent and the Grenadines)                  | Guvernator general                                                                         | sir Frederick Ballantyne                                                                                   | 2 septembrie 2002                 |
| Sfântul Vincențiu și Grenadinele (Saint Vincent and the Grenadines)                  | Prim-ministru                                                                              | Ralph Gonsalves                                                                                            | 29 martie 2001                    |
| Sierra Leone                                                                         | Președinte al Republicii                                                                   | Ernest Bai Koroma                                                                                          | 17 septembrie 2007                |
| Singapore                                                                            | Președinte al Republicii                                                                   | Tony Tan Keng Yam                                                                                          | 1 septembrie 2011                 |
| Singapore                                                                            | Prim-miniștri                                                                              | Teo Chee Hean (interimar)                                                                                  | 15 februarie 2015 - 2 martie 2015 |
| Singapore                                                                            | Prim-miniștri                                                                              | Lee Hsien Loong ,                                                                                          | 12 august 2004                    |
| Siria · (vezi și : §3 și §15)                                                        | Președinte al Republicii                                                                   | Bashar al-Assad                                                                                            | 17 iulie 2000                     |
| Siria · (vezi și : §3 și §15)                                                        | Prim-ministru (ministru președinte)                                                        | Wael Al-Halqi                                                                                              | 9 august 2012                     |
| Slovacia                                                                             | Președinte al Republicii                                                                   | Andrej Kiska                                                                                               | 15 iunie 2014                     |
| Slovacia                                                                             | Prim-ministru (președinte al guvernului)                                                   | Robert Fico                                                                                                | 4 aprilie 2012                    |
| Slovenia                                                                             | Președinte al Republicii                                                                   | Borut Pahor                                                                                                | 22 decembrie 2012                 |
| Slovenia                                                                             | Prim-ministru (președinte al guvernului)                                                   | Miro Cerar                                                                                                 | 18 septembrie 2014                |
| \| Solomon, Insulele                                                                 | Regină                                                                                     | Elisabeta a II-a                                                                                           | 7 iulie 1978                      |
| \| Solomon, Insulele                                                                 | Guvernator general                                                                         | sir Frank Kabui                                                                                            | 7 iulie 2009                      |
| \| Solomon, Insulele                                                                 | Prim-ministru                                                                              | Manasseh Sogavare                                                                                          | 9 decembrie 2014                  |
| Somalia · (vezi și : §3, §13 și §15)                                                 | Președinte al Republicii federale                                                          | Hassan Sheikh Mohamoud                                                                                     | 10 septembrie 2012                |
| Somalia · (vezi și : §3, §13 și §15)                                                 | Prim-ministru                                                                              | Omar Abdirashid Ali Sharmarke                                                                              | 24 decembrie 2014                 |
| Spania · (vezi și : §13)                                                             | Rege                                                                                       | Felipe al VI-lea                                                                                           | 17 iunie 2014                     |
| Spania · (vezi și : §13)                                                             | Președinte al Guvernului                                                                   | Mariano Rajoy                                                                                              | 21 decembrie 2011                 |
| Sri Lanka                                                                            | Președinți ai Republicii (succesivi)                                                       | Maithripala Sirisena                                                                                       | 9 ianuarie 2015                   |
| Sri Lanka                                                                            | Președinți ai Republicii (succesivi)                                                       | Mahinda Rajapaksa                                                                                          | 19 noiembrie 2005                 |
| Sri Lanka                                                                            | Prim-miniștri (succesivi)                                                                  | Ranil Wickremesinghe                                                                                       | 9 ianuarie 2015                   |
| Sri Lanka                                                                            | Prim-miniștri (succesivi)                                                                  | D. M. Jayaratne                                                                                            | 21 aprilie 2010                   |
| Statele Unite ale Americii · (vezi și : §11)                                         | Președinte                                                                                 | Barack Obama                                                                                               | 20 ianuarie 2009                  |
| Sudan                                                                                | Președinte al Republicii                                                                   | Omar Hasan Ahmad al-Bashir                                                                                 | 30 iunie 1989                     |
| Sudanul de Sud                                                                       | Președinte al Republicii                                                                   | Salva Kir Mayardit                                                                                         | 9 iulie 2011                      |
| Suedia                                                                               | Rege                                                                                       | Carl al XVI-lea Gustaf                                                                                     | 19 septembrie 1973                |
| Suedia                                                                               | Prim-ministru (ministru de stat)                                                           | Stefan Löfven                                                                                              | 3 octombrie 2014                  |
| Surinam                                                                              | Președinte                                                                                 | Dési Bouterse                                                                                              | 12 august 2010                    |
| Surinam                                                                              | Vicepreședinți (succesivi)                                                                 | Michael Aswin Adhin                                                                                        | 12 august 2015                    |
| Surinam                                                                              | Vicepreședinți (succesivi)                                                                 | Robert Ameerali                                                                                            | 12 august 2010                    |
| Swaziland                                                                            | Șef al statului [rege (iNgwenyama)]                                                        | Mswati al III-lea                                                                                          | 25 aprilie 1986                   |
| Swaziland                                                                            | Prim-ministru (Ndvunankhulu)                                                               | Barnabas Sibusiso Dlamini                                                                                  | 23 octombrie 2008                 |
| Tadjikistan · (Vezi și: §13)                                                         | Președinte al Republicii                                                                   | Emomali Rahmon                                                                                             | 19 noiembrie 1992                 |
| Tadjikistan · (Vezi și: §13)                                                         | Prim-ministru                                                                              | Kokhir Rasulzoda                                                                                           | 23 noiembrie 2013                 |
| Tanzania · (vezi și : §13)                                                           | Președinți ai Republicii (succesivi)                                                       | John Magufuli                                                                                              | 5 noiembrie 2015                  |
| Tanzania · (vezi și : §13)                                                           | Președinți ai Republicii (succesivi)                                                       | Jakaya Mrisho Kikwete                                                                                      | 21 decembrie 2005                 |
| Tanzania · (vezi și : §13)                                                           | Prim-miniștri (succesivi)                                                                  | Majaliwa K. Majaliwa                                                                                       | 20 noiembrie 2015                 |
| Tanzania · (vezi și : §13)                                                           | Prim-miniștri (succesivi)                                                                  | Mizengo Pinda                                                                                              | 9 februarie 2008                  |
| Thailanda                                                                            | Rege                                                                                       | Bhumibol Adulyadej                                                                                         | 9 iunie 1946                      |
| Thailanda                                                                            | Prim-ministru (ministru de stat șef)                                                       | gen. Prayuth Chan-ocha                                                                                     | 22 mai 2014                       |
| Timorul de Est                                                                       | Președinte al Republicii                                                                   | Taur Matan Ruak                                                                                            | 20 mai 2012                       |
| Timorul de Est                                                                       | Prim-miniștri (succesivi)                                                                  | Rui Maria de Araújo                                                                                        | 16 februarie 2015                 |
| Timorul de Est                                                                       | Prim-miniștri (succesivi)                                                                  | Xanana Gusmão                                                                                              | 8 august 2007                     |
| Togo                                                                                 | Președinte al Republicii                                                                   | Faure Eyadéma ,                                                                                            | 4 mai 2005                        |
| Togo                                                                                 | Prim-miniștri (succesivi)                                                                  | Komi Sélom Klassou                                                                                         | 10 iunie 2015                     |
| Togo                                                                                 | Prim-miniștri (succesivi)                                                                  | Kwesi Ahoomey-Zunu                                                                                         | 23 iulie 2012                     |
| Tonga                                                                                | Rege                                                                                       | Tupou al VI-lea                                                                                            | 18 martie 2012                    |
| Tonga                                                                                | Prim-ministru (premier)                                                                    | ʻAkilisi Pohiva                                                                                            | 30 decembrie 2014                 |
| Trinidad și Tobago (vezi și : §13)                                                   | Președinte al Republicii                                                                   | Anthony Carmona                                                                                            | 18 martie 2013                    |
| Trinidad și Tobago (vezi și : §13)                                                   | Prim-miniștri (succesivi)                                                                  | Keith Rowley                                                                                               | 9 septembrie 2015                 |
| Trinidad și Tobago (vezi și : §13)                                                   | Prim-miniștri (succesivi)                                                                  | Kamla Persad-Bissessar                                                                                     | 26 mai 2010                       |
| Tunisia                                                                              | Președinte al Republicii                                                                   | Béji Caïd Essebsi                                                                                          | 31 decembrie 2014                 |
| Tunisia                                                                              | Șefi ai guvernului (succesivi)                                                             | Habib Essid                                                                                                | 6 februarie 2015                  |
| Tunisia                                                                              | Șefi ai guvernului (succesivi)                                                             | Mehdi Jomaa (interimar)                                                                                    | 29 ianuarie 2014                  |
| Turcia                                                                               | Președinte al Republicii                                                                   | Recep Tayyip Erdoğan                                                                                       | 28 august 2014                    |
| Turcia                                                                               | Prim-ministru                                                                              | Ahmet Davutoğlu                                                                                            | 28 august 2014                    |
| Turkmenistan                                                                         | Președinte                                                                                 | Gurbangulî Berdimuhamedov                                                                                  | 21 decembrie 2006                 |
| Tuvalu                                                                               | Regină                                                                                     | Elisabeta a II-a                                                                                           | 1 octombrie 1978                  |
| Tuvalu                                                                               | Guvernator general                                                                         | sir Iakoba Italeli                                                                                         | 16 aprilie 2010                   |
| Tuvalu                                                                               | Prim-ministru (Ulu o te Malo)                                                              | Enele Sopoaga ,                                                                                            | 1 august 2013                     |
| Țările de Jos · (vezi și : §11)                                                      | Rege                                                                                       | Willem-Alexander                                                                                           | 30 aprilie 2013                   |
| Țările de Jos · (vezi și : §11)                                                      | Prim-ministru (ministru președinte)                                                        | Mark Rutte                                                                                                 | 14 octombrie 2010                 |
| Ucraina · (vezi și: §3 și §15)                                                       | Președinte                                                                                 | Petro Poroshenko                                                                                           | 7 iunie 2014                      |
| Ucraina · (vezi și: §3 și §15)                                                       | Prim-ministru                                                                              | Arseniy Yatsenyuk                                                                                          | 27 februarie 2014                 |
| Uganda                                                                               | Președinte al Republicii                                                                   | Yoweri Museveni                                                                                            | 26 ianuarie 1986                  |
| Uganda                                                                               | Prim-ministru                                                                              | Ruhakana Rugunda                                                                                           | 18 septembrie 2014                |
| Ungaria                                                                              | Președinte al Republicii                                                                   | János Áder                                                                                                 | 10 mai 2012                       |
| Ungaria                                                                              | Prim-ministru (ministru președinte)                                                        | Viktor Orbán                                                                                               | 29 mai 2010                       |
| Uruguay                                                                              | Președinți ai Republicii (succesivi)                                                       | Tabaré Vázquez                                                                                             | 1 martie 2015                     |
| Uruguay                                                                              | Președinți ai Republicii (succesivi)                                                       | José Mujica                                                                                                | 1 martie 2010                     |
| Uzbekistan · (vezi și : §13)                                                         | Președinte al Republicii                                                                   | Islam Karimov                                                                                              | 24 martie 1990                    |
| Uzbekistan · (vezi și : §13)                                                         | Prim-ministru                                                                              | Shavkat Mirziyoyev                                                                                         | 12 decembrie 2003                 |
| Vanuatu                                                                              | Președinte al Republicii                                                                   | Baldwin Lonsdale                                                                                           | 22 septembrie 2014                |
| Vanuatu                                                                              | Prim-miniștri (succesivi)                                                                  | Sato Kilman                                                                                                | 11 iunie 2015                     |
| Vanuatu                                                                              | Prim-miniștri (succesivi)                                                                  | Joe Natuman                                                                                                | 15 mai 2014                       |
| Vatican / Sfântul Scaun                                                              | Suveran / Papă                                                                             | Francisc                                                                                                   | 13 martie 2013                    |
| Vatican / Sfântul Scaun                                                              | Președinte al Guvernoratului (șef al guvernului Statului Oraș Vatican)                     | cardinal Giuseppe Bertello                                                                                 | 1 octombrie 2011                  |
| Vatican / Sfântul Scaun                                                              | Secretar de stat (prim-ministru al Sfântului Scaun)                                        | cardinal Pietro Parolin                                                                                    | 15 octombrie 2013                 |
| Venezuela                                                                            | Președinte al Republicii                                                                   | Nicolás Maduro ,                                                                                           | 5 martie 2013                     |
| Venezuela                                                                            | Vicepreședinte executiv                                                                    | Jorge Arreaza                                                                                              | 8 martie 2013                     |
| Vietnam                                                                              | Secretar general al Partidului Comunist Vietnamez                                          | Nguyen Phu Trong                                                                                           | 19 ianuarie 2011                  |
| Vietnam                                                                              | Președinte al Republicii                                                                   | Truong Tan Sang                                                                                            | 25 iulie 2011                     |
| Vietnam                                                                              | Prim-ministru (premier al Guvernului)                                                      | Nguyen Tan Dung                                                                                            | 27 iunie 2006                     |
| Yemen · (vezi și : §15)                                                              | Președinte al Republicii                                                                   | Abd Rabbuh Mansur Hadi . (corevendicator ȋncepȃnd cu 21 februarie 2015                                     | 25 februarie 2012                 |
| Yemen · (vezi și : §15)                                                              | Prim-ministru (ministru președinte)                                                        | Khaled Bahah . (corevendicator ȋncepȃnd cu martie 2015)                                                    | 9 noiembrie 2014                  |
| Zambia                                                                               | Președinți ai Republicii (succesivi)                                                       | Ngosa Simbyakula (interimar)                                                                               | 10 martie 2015 - 13 martie 2015   |
| Zambia                                                                               | Președinți ai Republicii (succesivi)                                                       | Edgar Lungu                                                                                                | 25 ianuarie 2015                  |
| Zambia                                                                               | Președinți ai Republicii (succesivi)                                                       | Guy Scott (interimar)                                                                                      | 28 octombrie 2014                 |
| Zimbabwe                                                                             | Președinte al Republicii                                                                   | Robert Mugabe                                                                                              | 31 decembrie 1987                 |

## State independente recunoscute parțial
| Statul și statutul                                                                                  | Separat din                                 | Funcția                                                                                | Numele                                         | Începând cu        |
| --------------------------------------------------------------------------------------------------- | ------------------------------------------- | -------------------------------------------------------------------------------------- | ---------------------------------------------- | ------------------ |
| Abhazia (Stat secesionist prorus, fostă republică autonomă) (vezi și : §15)                         | Georgia                                     | Președinte                                                                             | Raul Khadjimba                                 | 25 septembrie 2014 |
| Abhazia (Stat secesionist prorus, fostă republică autonomă) (vezi și : §15)                         | Georgia                                     | Prim-miniștri (succesivi)                                                              | Artur Mikvabia                                 | 20 martie 2015     |
| Abhazia (Stat secesionist prorus, fostă republică autonomă) (vezi și : §15)                         | Georgia                                     | Prim-miniștri (succesivi)                                                              | Shamil Adzynba (interimar)                     | 16 martie 2015     |
| Abhazia (Stat secesionist prorus, fostă republică autonomă) (vezi și : §15)                         | Georgia                                     | Prim-miniștri (succesivi)                                                              | Beslan Butba                                   | 29 septembrie 2014 |
| Azad Cașmir , (Stat constituit în zona ocupată de Pakistan a Cașmirului)                            | India · Jammu și Cașmir                     | Președinte                                                                             | Sardar Mohammad Yaqoob Khan                    | 25 august 2011     |
| Azad Cașmir , (Stat constituit în zona ocupată de Pakistan a Cașmirului)                            | India · Jammu și Cașmir                     | Prim-ministru                                                                          | Chaudhry Abdul Majeed                          | 26 iulie 2011      |
| Ciprul de Nord (Stat secesionist proturc al minorității turce)                                      | Cipru                                       | Președinți (succesivi)                                                                 | Mustafa Akıncı                                 | 30 aprilie 2015    |
| Ciprul de Nord (Stat secesionist proturc al minorității turce)                                      | Cipru                                       | Președinți (succesivi)                                                                 | Derviş Eroğlu                                  | 23 aprilie 2010    |
| Ciprul de Nord (Stat secesionist proturc al minorității turce)                                      | Cipru                                       | Prim-miniștri (succesivi)                                                              | Ömer Kalyoncu                                  | 15 iulie 2015      |
| Ciprul de Nord (Stat secesionist proturc al minorității turce)                                      | Cipru                                       | Prim-miniștri (succesivi)                                                              | Özkan Yorgancıoğlu                             | 2 septembrie 2013  |
| Kosovo (Regiune apoi republică autonomă auto proclamată independentă) (vezi și : §15)               | Serbia                                      | Președintă al Republicii                                                               | Atifete Jahjaga                                | 7 aprilie 2011     |
| Kosovo (Regiune apoi republică autonomă auto proclamată independentă) (vezi și : §15)               | Serbia                                      | Prim-ministru                                                                          | Isa Mustafa                                    | 9 decembrie 2014   |
| Kosovo (Regiune apoi republică autonomă auto proclamată independentă) (vezi și : §15)               | Serbia                                      | Reprezentanți Speciali ai Secretarului General al ONU prntru Kosovo (SRSG) (succesivi) | Zahir Tanin (Afghanistan)                      | 9 octombrie 2015   |
| Kosovo (Regiune apoi republică autonomă auto proclamată independentă) (vezi și : §15)               | Serbia                                      | Reprezentanți Speciali ai Secretarului General al ONU prntru Kosovo (SRSG) (succesivi) | Simona-Mirela Miculescu (România) (interimară) | 1 septembrie 2015  |
| Kosovo (Regiune apoi republică autonomă auto proclamată independentă) (vezi și : §15)               | Serbia                                      | Reprezentanți Speciali ai Secretarului General al ONU prntru Kosovo (SRSG) (succesivi) | Farid Zarif (Afghanistan)                      | 3 august 2011      |
| Osetia de Sud , (Stat secesionist prorus, fostă republică autonomă) (vezi și : §15)                 | Georgia                                     | Președinte                                                                             | Leonid Tibilov                                 | 19 aprilie 2012    |
| Osetia de Sud , (Stat secesionist prorus, fostă republică autonomă) (vezi și : §15)                 | Georgia                                     | Președinte al Guvernului                                                               | Domenty Kulumbegov                             | 20 ianuarie 2014   |
| Statul Palestina (Stat proclamat în numele poporului palestinian, practic inoperant) (vezi și : §5) | Israel · Autoritatea Națională Palestiniană | Președinte                                                                             | Mahmoud Abbas ,                                | 8 mai 2005         |
| Statul Palestina (Stat proclamat în numele poporului palestinian, practic inoperant) (vezi și : §5) | Israel · Autoritatea Națională Palestiniană | Președinte al Consiliului Executiv al Organizației pentru Eliberarea Palestinei        | Mahmoud Abbas ,                                | 29 octombrie       |
| Sahara occidentală (Stat format în cadrul fostei Sahare Spaniole)                                   | Maroc                                       | Președinte                                                                             | Mohamed Abdelaziz                              | 30 august 1976     |
| Sahara occidentală (Stat format în cadrul fostei Sahare Spaniole)                                   | Maroc                                       | Prim-ministru                                                                          | Abdelkader Taleb Oumar                         | 29 octombrie 2003  |
| Taiwan (Stat constituit în insula Taiwan)                                                           | China                                       | Președinte al Republicii                                                               | Ma Ying-jeou                                   | 20 mai 2008        |
| Taiwan (Stat constituit în insula Taiwan)                                                           | China                                       | Președinte al Yuan-ului executiv (prim-ministru)                                       | Mao Chi-kuo                                    | 4 decembrie 2014   |

## State independente nerecunoscute
| Statul și statutul | Separat din                                                      | Funcția                                           | Numele                     | Începând cu                           |
| --- | ---------------------------------------------------------------- | ------------------------------------------------- | -------------------------- | ------------------------------------- |
| Donețk, Republica Populară (Stat autoproclamat în regiunea Donețk a Ucrainei.)                                                                  | Ucraina                                                          | Șef de stat                                       | Aleksandr Zaharcenko       | 4 noiembrie 2014                      |
| Donețk, Republica Populară (Stat autoproclamat în regiunea Donețk a Ucrainei.)                                                                  | Ucraina                                                          | Președinte al Consiliului de Miniștri             | Aleksandr Zaharcenko       | 7 august 2014                         |
| Statul Islamic din Irak și Levant (Stat autoproclamat în zone ocupate din Irak și Siria.)                                                       | Irak · Siria                                                     | Calif                                             | Ibrahim                    | 29 iunie 2014                         |
| Karabahul de Munte (sau Nagorno Karabah) (Stat secesionist proarmean, fostă regiune autonomă.)                                                  | Azerbaidjan                                                      | Președinte                                        | Bako Sahakian              | 7 septembrie 2007                     |
| Karabahul de Munte (sau Nagorno Karabah) (Stat secesionist proarmean, fostă regiune autonomă.)                                                  | Azerbaidjan                                                      | Prim-ministru                                     | Araik Haroutiounian        | 14 septembrie 2007                    |
| Lugansk, Republica Populară (Stat autoproclamat în regiunea Lugansk a Ucrainei.)                                                                | Ucraina                                                          | Șef de stat al Republicii                         | Igor Plotnițki ,           | 14 august 2014                        |
| Lugansk, Republica Populară (Stat autoproclamat în regiunea Lugansk a Ucrainei.)                                                                | Ucraina                                                          | Președinți ai Consiliului de Miniștri (succesivi) | Serghei Kozlov             | 28 decembrie 2015                     |
| Lugansk, Republica Populară (Stat autoproclamat în regiunea Lugansk a Ucrainei.)                                                                | Ucraina                                                          | Președinți ai Consiliului de Miniștri (succesivi) | Hennadi Țîpkalov           | 26 august 2014                        |
| Novorusia, Statul Federal (Confederație autoproclamată între Republica Populară Donețk și Republica Populară Lugansk.)                          | Ucraina · Republica Populară Donețk · Republica Populară Lugansk | stat desființat                                   |                            | 15 mai 2015                           |
| Novorusia, Statul Federal (Confederație autoproclamată între Republica Populară Donețk și Republica Populară Lugansk.)                          | Ucraina · Republica Populară Donețk · Republica Populară Lugansk | Președintele Consiliului Popular                  | --                         | --                                    |
| Novorusia, Statul Federal (Confederație autoproclamată între Republica Populară Donețk și Republica Populară Lugansk.)                          | Ucraina · Republica Populară Donețk · Republica Populară Lugansk | Președintele Guvernului                           | --                         | --                                    |
| Somaliland (Stat secesionist, fostă regiune autonomă.) (vezi și : §15)                                                                          | Somalia                                                          | Președinte                                        | Ahmed Mahamoud Silanyo     | 27 iulie 2010                         |
| Stakhanov, Republica (Stat autoproclamat în zona orașului Kadiivka fost Stakhanov a Ucrainei pe teritoriul ocupat de Republica Populară Lugansk | Ucraina · Republica Populară Lugansk                             | administrație desființatǎ                         |                            | 12 decembrie 2015                     |
| Stakhanov, Republica (Stat autoproclamat în zona orașului Kadiivka fost Stakhanov a Ucrainei pe teritoriul ocupat de Republica Populară Lugansk | Ucraina · Republica Populară Lugansk                             | Ataman                                            | Pavel Dryomov              | 14 septembrie 2014                    |
| Transnistria (Stat secesionist prorus, fostă regiune autonomă.)                                                                                 | Moldova, Republica                                               | Președinte                                        | Evgheni Șevciuk            | 30 decembrie 2011                     |
| Transnistria (Stat secesionist prorus, fostă regiune autonomă.)                                                                                 | Moldova, Republica                                               | Președinți ai Guvernului (succesivi)              | Pavel Prokudin             | 23 decembrie 2015                     |
| Transnistria (Stat secesionist prorus, fostă regiune autonomă.)                                                                                 | Moldova, Republica                                               | Președinți ai Guvernului (succesivi)              | Maia Parnas (interimară)   | 2 decembrie 2015                      |
| Transnistria (Stat secesionist prorus, fostă regiune autonomă.)                                                                                 | Moldova, Republica                                               | Președinți ai Guvernului (succesivi)              | Maia Parnas , (interimară) | 13 octombrie 2015 - 30 noiembrie 2015 |
| Transnistria (Stat secesionist prorus, fostă regiune autonomă.)                                                                                 | Moldova, Republica                                               | Președinți ai Guvernului (succesivi)              | Tatiana Turanskaia         | 10 iulie 2013                         |

## Alte teritorii independentede facto
| Statul și statutul                                                        | Separat din | Funcția | Numele            | Începând cu      |
| ------------------------------------------------------------------------- | ----------- | ------- | ----------------- | ---------------- |
| Waziristan (Zonă controlată de facto de militanții islamiști pakistanezi) | Pakistan    | Emir    | Maulana Fazlullah | 7 noiembrie 2013 |

## Entități cu statut apropiat de cel de stat
| Entitate                                          | Funcție                                          | Nume                             | Începând cu      |
| ------------------------------------------------- | ------------------------------------------------ | -------------------------------- | ---------------- |
| Ordinul de Malta                                  | Mare Maestru                                     | Matthew Festing                  | 11 martie 2008   |
| Ordinul de Malta                                  | Mare Cancelar                                    | Albrecht Freiherr von Boeselager | 31 mai 2014      |
| Autoritatea Națională Palestiniană (vezi și : §2) | Președinte al Autorității Naționale Palestiniene | Mahmoud Abbas ,                  | 15 ianuarie 2005 |
| Autoritatea Națională Palestiniană (vezi și : §2) | Prim-ministru                                    | Rami Hamdallah                   | 6 iunie 2013     |
| Uniunea Europeană                                 | Președinte al Consiliului European               | Donald Tusk                      | 1 decembrie 2014 |
| Uniunea Europeană                                 | Președinte al Comisiei Europene                  | Jean-Claude Juncker              | 1 noiembrie 2014 |

## Teritorii exterioare și asociate ale Australiei
| Teritoriu                          | Suveranitate și statut                                                                              | Funcția                                                                       | Numele                     | Începând cu        |
| ---------------------------------- | --------------------------------------------------------------------------------------------------- | ----------------------------------------------------------------------------- | -------------------------- | ------------------ |
| Ashmore și Cartier, Insulele       | Australia · (Teritoriu exterior nelocuit)                                                           | Regină a Australiei                                                           | Elisabeta a II-a           | 6 februarie 1952   |
| Ashmore și Cartier, Insulele       | Australia · (Teritoriu exterior nelocuit)                                                           | Guvernator general al Australiei                                              | sir Peter Cosgrove         | 27 martie 2014     |
| Ashmore și Cartier, Insulele       | Australia · (Teritoriu exterior nelocuit)                                                           | Ministru al Marilor Proiecte, Teritoriilor și Guvernării Locale al Australiei | Paul Fletcher              | 21 septembrie 2015 |
| Ashmore și Cartier, Insulele       | Australia · (Teritoriu exterior nelocuit)                                                           | Miniștri ai Infrastructurii și Dezvltării Regionale si Australiei             | funcție înlocuită          | 21 septembrie 2015 |
| Ashmore și Cartier, Insulele       | Australia · (Teritoriu exterior nelocuit)                                                           | Miniștri ai Infrastructurii și Dezvltării Regionale si Australiei             | Warren Truss               | 18 septembrie 2013 |
| Christmas, Insula                  | Australia · (Teritoriu exterior)                                                                    | Regină a Australiei                                                           | Elisabeta a II-a           | 6 februarie 1952   |
| Christmas, Insula                  | Australia · (Teritoriu exterior)                                                                    | Guvernator general al Australiei                                              | sir Peter Cosgrove         | 27 martie 2014     |
| Christmas, Insula                  | Australia · (Teritoriu exterior)                                                                    | Administrator                                                                 | Barry Haase                | 6 octombrie 2014   |
| Christmas, Insula                  | Australia · (Teritoriu exterior)                                                                    | Președinte al Shire                                                           | Gordon Thomson             | 21 octombrie 2013  |
| Cocos (Keeling), Insulele          | Australia · (Teritoriu exterior)                                                                    | Regină a Australiei                                                           | Elisabeta a II-a           | 5 februarie 1952   |
| Cocos (Keeling), Insulele          | Australia · (Teritoriu exterior)                                                                    | Guvernator general al Australiei                                              | sir Peter Cosgrove         | 27 martie 2014     |
| Cocos (Keeling), Insulele          | Australia · (Teritoriu exterior)                                                                    | Administrator                                                                 | Barry Haase                | 6 octombrie 2014   |
| Cocos (Keeling), Insulele          | Australia · (Teritoriu exterior)                                                                    | Președinți ai Shire (succesivi)                                               | Balmut Pirus               | 28 octombrie 2015  |
| Cocos (Keeling), Insulele          | Australia · (Teritoriu exterior)                                                                    | Președinți ai Shire (succesivi)                                               | Aindil Minkom              | 29 iunie 2011      |
| Heard și McDonald, Insulele (HIMI) | Australia · (Teritoriu exterior nelocuit)                                                           | Regină a Australiei                                                           | Elisabeta a II-a           | 6 februarie 1952   |
| Heard și McDonald, Insulele (HIMI) | Australia · (Teritoriu exterior nelocuit)                                                           | Guvernator general al Australiei                                              | sir Peter Cosgrove         | 27 martie 2014     |
| Heard și McDonald, Insulele (HIMI) | Australia · (Teritoriu exterior nelocuit)                                                           | Directori ai Departamentului Australian al Antarcticii (succesivi)            | Nick Gales                 | 6 august 2015      |
| Heard și McDonald, Insulele (HIMI) | Australia · (Teritoriu exterior nelocuit)                                                           | Directori ai Departamentului Australian al Antarcticii (succesivi)            | Tony Fleming               | august 2011        |
| Lord Howe, Insula                  | Noul Wales de Sud (Zonă neîncorporată cu autoguvernare din cadrul statului Noul Wales de Sud)       | Guvernator al Noului Wales de Sud                                             | David Hurley               | 2 octombrie 2014   |
| Lord Howe, Insula                  | Noul Wales de Sud (Zonă neîncorporată cu autoguvernare din cadrul statului Noul Wales de Sud)       | Premier al Noului Wales de Sud                                                | Mike Baird                 | 17 aprilie 2014    |
| Lord Howe, Insula                  | Noul Wales de Sud (Zonă neîncorporată cu autoguvernare din cadrul statului Noul Wales de Sud)       | Președinți ai Consiliului Insulei Lord Howe (succesivi)                       | Sonja Stewart              | 27 noiembrie 2015  |
| Lord Howe, Insula                  | Noul Wales de Sud (Zonă neîncorporată cu autoguvernare din cadrul statului Noul Wales de Sud)       | Președinți ai Consiliului Insulei Lord Howe (succesivi)                       | Phil Minns                 | 26 iunie 2015      |
| Lord Howe, Insula                  | Noul Wales de Sud (Zonă neîncorporată cu autoguvernare din cadrul statului Noul Wales de Sud)       | Președinți ai Consiliului Insulei Lord Howe (succesivi)                       | Barney Nichols (interimar) | 25 iunie 2014      |
| Lord Howe, Insula                  | Noul Wales de Sud (Zonă neîncorporată cu autoguvernare din cadrul statului Noul Wales de Sud)       | Directoare executivă a Consiliului Insulei Lord Howe                          | Penny Holloway             | decembrie 2013     |
| Macquarie, Insula                  | Tasmania (Insuliță nelocuită și izolată atașată Consiliul Huon Valley din cadrul statului Tasmania) | Guvernatoare a Tasmaniei                                                      | Kate Warner                | 10 decembrie 2014  |
| Macquarie, Insula                  | Tasmania (Insuliță nelocuită și izolată atașată Consiliul Huon Valley din cadrul statului Tasmania) | Premier al Tasmaniei                                                          | Will Hodgman               | 24 martie 2014     |
| Macquarie, Insula                  | Tasmania (Insuliță nelocuită și izolată atașată Consiliul Huon Valley din cadrul statului Tasmania) | Primar al Consiliului Huon Valley                                             | Peter James Coad           | 2014               |
| Macquarie, Insula                  | Tasmania (Insuliță nelocuită și izolată atașată Consiliul Huon Valley din cadrul statului Tasmania) | Directoare executivă a Consiliului Huon Valley                                | Simone Watson              | septembrie 2013    |
| Macquarie, Insula                  | Tasmania (Insuliță nelocuită și izolată atașată Consiliul Huon Valley din cadrul statului Tasmania) | Secretar adjunct pentru Parcuri al Tasmaniei                                  | Peter Mooney               | .../august 2008    |
| Mării de Coral, Insulele           | Australia · (Teritoriu exterior nelocuit)                                                           | Regină a Australiei                                                           | Elisabeta a II-a           | 6 februarie 1952   |
| Mării de Coral, Insulele           | Australia · (Teritoriu exterior nelocuit)                                                           | Guvernator general al Australiei                                              | sir Peter Cosgrove         | 27 martie 2014     |
| Mării de Coral, Insulele           | Australia · (Teritoriu exterior nelocuit)                                                           | Ministru al Marilor Proiecte, Teritoriilor și Guvernării Locale al Australiei | Paul Fletcher              | 21 septembrie 2015 |
| Mării de Coral, Insulele           | Australia · (Teritoriu exterior nelocuit)                                                           | Miniștri ai Infrastructurii și Dezvltării Regionale si Australiei             | funcție înlocuită          | 21 septembrie 2015 |
| Mării de Coral, Insulele           | Australia · (Teritoriu exterior nelocuit)                                                           | Miniștri ai Infrastructurii și Dezvltării Regionale si Australiei             | Warren Truss               | 18 septembrie 2013 |
| Norfolk, Insula                    | Australia · (Teritoriu asociat cu autoguvernare)                                                    | Regină a Australiei                                                           | Elisabeta a II-a           | 6 februarie 1952   |
| Norfolk, Insula                    | Australia · (Teritoriu asociat cu autoguvernare)                                                    | Guvernator general al Australiei                                              | sir Peter Cosgrove         | 27 martie 2014     |
| Norfolk, Insula                    | Australia · (Teritoriu asociat cu autoguvernare)                                                    | Administrator                                                                 | Gary Hardgrave             | 1 iulie 2014       |
| Norfolk, Insula                    | Australia · (Teritoriu asociat cu autoguvernare)                                                    | Ministru șef                                                                  | funcție deființată         | 17 iunie 2015      |
| Norfolk, Insula                    | Australia · (Teritoriu asociat cu autoguvernare)                                                    | Ministru șef                                                                  | Lisle Denis Snell          | 20 martie 2013     |
| Norfolk, Insula                    | Australia · (Teritoriu asociat cu autoguvernare)                                                    | Director Executiv al Consiliului Regional al Insulei Norfolk                  | Peter Gesling              | 24 iunie 2015      |
| Norfolk, Insula                    | Australia · (Teritoriu exterior cu autoguvernare până în 18 iunie 2015)                             | Regină a Australiei                                                           | Elisabeta a II-a           | 6 februarie 1952   |
| Norfolk, Insula                    | Australia · (Teritoriu exterior cu autoguvernare până în 18 iunie 2015)                             | Guvernator-general al Australiei                                              | sir Peter Cosgrove         | 27 martie 2014     |
| Norfolk, Insula                    | Australia · (Teritoriu exterior cu autoguvernare până în 18 iunie 2015)                             | Administrator                                                                 | Gary Hardgrave             | 1 iulie 2014       |
| Norfolk, Insula                    | Australia · (Teritoriu exterior cu autoguvernare până în 18 iunie 2015)                             | Miniștri șefi                                                                 | funcție deființată         | 17 iunie 2015      |
| Norfolk, Insula                    | Australia · (Teritoriu exterior cu autoguvernare până în 18 iunie 2015)                             | Miniștri șefi                                                                 | Lisle Denis Snell          | 20 martie 2013     |
| Norfolk, Insula                    | Australia · (Teritoriu exterior cu autoguvernare până în 18 iunie 2015)                             | Director Executiv al Consiliului Regional Norfolk                             | Peter Gesling              | 24 iunie 2015      |
| Strâmtorii Torres, Insulele        | Queensland (Teritoriu cu un statut special aparținând statului Queensland)                          | Guvernator al statului Queensland                                             | Paul de Jersey             | 29 iulie 2014      |
| Strâmtorii Torres, Insulele        | Queensland (Teritoriu cu un statut special aparținând statului Queensland)                          | Premieri ai statului Queensland (succesivi)                                   | Annastacia Palaszczuk      | 15 februarie 2015  |
| Strâmtorii Torres, Insulele        | Queensland (Teritoriu cu un statut special aparținând statului Queensland)                          | Premieri ai statului Queensland (succesivi)                                   | Campbell Newman            | 26 martie 2012     |
| Strâmtorii Torres, Insulele        | Queensland (Teritoriu cu un statut special aparținând statului Queensland)                          | Președinte al Autorității Regionale a Strâmtorii Torres                       | Joseph Elu                 | 13 noiembrie 2012  |
| Zona Antarctică Australiană        | Australia · (Teritoriu exterior)                                                                    | Regină a Australiei                                                           | Elisabeta a II-a           | 6 februarie 1952   |
| Zona Antarctică Australiană        | Australia · (Teritoriu exterior)                                                                    | Guvernator general al Australiei                                              | sir Peter Cosgrove         | 27 martie 2014     |
| Zona Antarctică Australiană        | Australia · (Teritoriu exterior)                                                                    | Directori ai Departamentului Australian al Antarcticii (succesivi)            | Nick Gales                 | 6 august 2015      |
| Zona Antarctică Australiană        | Australia · (Teritoriu exterior)                                                                    | Directori ai Departamentului Australian al Antarcticii (succesivi)            | Tony Fleming               | august 2011        |

## Teritorii britanice de peste mări și dependențe ale coroanei britanice
| Teritoriu                                                                                  | Suveranitate și statut                                                                                              | Funcția                                                                 | Numele                                     | Începând cu                    |
| ------------------------------------------------------------------------------------------ | --- | ----------------------------------------------------------------------- | ------------------------------------------ | ------------------------------ |
| Akrotiri și Dhekelia, Zonele Bazelor Suverane                                              | Regatul Unit (Baze militare suverane)                                                                               | Regină a Regatului Unit                                                 | Elisabeta a II-a                           | 6 februarie 1952               |
| Akrotiri și Dhekelia, Zonele Bazelor Suverane                                              | Regatul Unit (Baze militare suverane)                                                                               | Administratori (succesivi)                                              | Mike Wigston                               | 21 ianuarie 2015               |
| Akrotiri și Dhekelia, Zonele Bazelor Suverane                                              | Regatul Unit (Baze militare suverane)                                                                               | Administratori (succesivi)                                              | Richard J. Cripwell                        | 10 ianuarie 2013               |
| Alderney                                                                                   | Guernsey (Dependență a bailiwick-ului Guernsey)                                                                     | Locotenenți guvernatori ai bailiwick-ului Guernsey (succesivi)          | sir Richard Collas (interimar)             | 6 septembrie 2015              |
| Alderney                                                                                   | Guernsey (Dependență a bailiwick-ului Guernsey)                                                                     | Locotenenți guvernatori ai bailiwick-ului Guernsey (succesivi)          | Peter Walker                               | 15 aprilie 2011                |
| Alderney                                                                                   | Guernsey (Dependență a bailiwick-ului Guernsey)                                                                     | Bailiff de Guernsey                                                     | sir Richard Collas                         | 23 martie 2012                 |
| Alderney                                                                                   | Guernsey (Dependență a bailiwick-ului Guernsey)                                                                     | Minstru Șef al bailiwick-ului Guernsey                                  | Jonathan Le Tocq                           | 12 martie 2014                 |
| Alderney                                                                                   | Guernsey (Dependență a bailiwick-ului Guernsey)                                                                     | Președinte al Statelor                                                  | Stuart Trought                             | 22 iunie 2011                  |
| Anguilla                                                                                   | Regatul Unit (Teritoriu de peste mări)                                                                              | Regină a Regatului Unit                                                 | Elisabeta a II-a                           | 6 februarie 1952               |
| Anguilla                                                                                   | Regatul Unit (Teritoriu de peste mări)                                                                              | Guvernator                                                              | Christina Scott                            | 23 iulie 2013                  |
| Anguilla                                                                                   | Regatul Unit (Teritoriu de peste mări)                                                                              | Miniștri Șefi (succesivi)                                               | Victor Banks                               | 23 aprilie 2015                |
| Anguilla                                                                                   | Regatul Unit (Teritoriu de peste mări)                                                                              | Miniștri Șefi (succesivi)                                               | Hubert Hughes                              | 16 februarie 2010              |
| Ascensión. Insula                                                                          | Sfânta Elena, Ascension și Tristan da Cunha (Componentă a teritoriului Sfânta Elena, Ascensión și Tristan da Cunha) | Guvernatori ai teritoriului Sfânta Elena, Ascensión și Tristan da Cunha | Sean Burns (interimar)                     | 30 aprilie 2015 - 8 iulie 2015 |
| Ascensión. Insula                                                                          | Sfânta Elena, Ascension și Tristan da Cunha (Componentă a teritoriului Sfânta Elena, Ascensión și Tristan da Cunha) | Guvernatori ai teritoriului Sfânta Elena, Ascensión și Tristan da Cunha | Mark Capes                                 | 29 octombrie 2011              |
| Ascensión. Insula                                                                          | Sfânta Elena, Ascension și Tristan da Cunha (Componentă a teritoriului Sfânta Elena, Ascensión și Tristan da Cunha) | Administrator                                                           | Marc Holland                               | 26 august 2014                 |
| Bermude, Insulele                                                                          | Regatul Unit (Teritoriu de peste mări)                                                                              | Regină a Regatului Unit                                                 | Elisabeta a II-a                           | 6 februarie 1952               |
| Bermude, Insulele                                                                          | Regatul Unit (Teritoriu de peste mări)                                                                              | Guvernator                                                              | George Fergusson                           | 23 mai 2012                    |
| Bermude, Insulele                                                                          | Regatul Unit (Teritoriu de peste mări)                                                                              | Premier                                                                 | Michael Dunkley                            | 19 mai 2014                    |
| Brecqhou                                                                                   | Sark (Insulă proprietate privată, componentă a senioriei Sark) (statut în dispută)                                  | Locotenenți guvernatori ai bailiwick-ului Guernsey (succesivi)          | sir Richard Collas (interimar)             | 6 septembrie 2015              |
| Brecqhou                                                                                   | Sark (Insulă proprietate privată, componentă a senioriei Sark) (statut în dispută)                                  | Locotenenți guvernatori ai bailiwick-ului Guernsey (succesivi)          | Peter Walker                               | 15 aprilie 2011                |
| Brecqhou                                                                                   | Sark (Insulă proprietate privată, componentă a senioriei Sark) (statut în dispută)                                  | Bailiff de Guernsey                                                     | sir Richard Collas                         | 23 martie 2012                 |
| Brecqhou                                                                                   | Sark (Insulă proprietate privată, componentă a senioriei Sark) (statut în dispută)                                  | Ministru Șef al bailiwick-ului Guernsey                                 | Jonathan Le Tocq                           | 12 martie 2014                 |
| Brecqhou                                                                                   | Sark (Insulă proprietate privată, componentă a senioriei Sark) (statut în dispută)                                  | Senior de Sark                                                          | Michael Beaumont                           | 14 iulie 1974                  |
| Brecqhou                                                                                   | Sark (Insulă proprietate privată, componentă a senioriei Sark) (statut în dispută)                                  | Tenants                                                                 | sir David Barclay și sir Frederick Barclay | septembrie 1993                |
| Cayman, Insulele                                                                           | Regatul Unit (Teritoriu de peste mări)                                                                              | Regină a Regatului Unit                                                 | Elisabeta a II-a                           | 6 februarie 1952               |
| Cayman, Insulele                                                                           | Regatul Unit (Teritoriu de peste mări)                                                                              | Guvernator                                                              | Helen Kilpatrick                           | 6 septembrie 2013              |
| Cayman, Insulele                                                                           | Regatul Unit (Teritoriu de peste mări)                                                                              | Premier                                                                 | Alden McLaughlin                           | 29 mai 2013                    |
| Falkland, Insulele                                                                         | Regatul Unit (Teritoriu de peste mări),                                                                             | Regină a Regatului Unit                                                 | Elisabeta a II-a                           | 6 februarie 1952               |
| Falkland, Insulele                                                                         | Regatul Unit (Teritoriu de peste mări),                                                                             | Guvernator                                                              | Colin Roberts                              | 29 aprilie 2014                |
| Falkland, Insulele                                                                         | Regatul Unit (Teritoriu de peste mări),                                                                             | Șef al executivului                                                     | Keith Padgett                              | 1 februarie 2012               |
| Georgia de Sud și Sandwich de Sud, Insulele (SGSSI)                                        | Regatul Unit (Teritoriu de peste mări),                                                                             | Regină a Regatului Unit                                                 | Elisabeta a II-a                           | 6 februarie 1952               |
| Georgia de Sud și Sandwich de Sud, Insulele (SGSSI)                                        | Regatul Unit (Teritoriu de peste mări),                                                                             | Comisar ,                                                               | Colin Roberts                              | 29 aprilie 2014                |
| Georgia de Sud și Sandwich de Sud, Insulele (SGSSI)                                        | Regatul Unit (Teritoriu de peste mări),                                                                             | Administratori șefi (succesivi)                                         | James Jensen                               | august 2015                    |
| Georgia de Sud și Sandwich de Sud, Insulele (SGSSI)                                        | Regatul Unit (Teritoriu de peste mări),                                                                             | Administratori șefi (succesivi)                                         | Martin Collins                             | mai 2009                       |
| Gibraltar                                                                                  | Regatul Unit (Teritoriu de peste mări)                                                                              | Regină a Regatului Unit                                                 | Elisabeta a II-a                           | 6 februarie 1952               |
| Gibraltar                                                                                  | Regatul Unit (Teritoriu de peste mări)                                                                              | Guvernatori (succesivi)                                                 | Alison MacMillan (intierimară)             | 28 septembrie 2015             |
| Gibraltar                                                                                  | Regatul Unit (Teritoriu de peste mări)                                                                              | Guvernatori (succesivi)                                                 | sir James Dutton                           | 6 decembrie 2013               |
| Gibraltar                                                                                  | Regatul Unit (Teritoriu de peste mări)                                                                              | Ministru Șef                                                            | Fabian Picardo                             | 9 decembrie 2011               |
| Guernsey                                                                                   | Coroana briranică (Dependență a Coroanei Britanice)                                                                 | Regină a Regatului Unit, Duce de Normandia                              | Elisabeta a II-a                           | 6 februarie 1952               |
| Guernsey                                                                                   | Coroana briranică (Dependență a Coroanei Britanice)                                                                 | Locotenenți guvernatori (succesivi)                                     | sir Richard Collas (interimar)             | 6 septembrie 2015              |
| Guernsey                                                                                   | Coroana briranică (Dependență a Coroanei Britanice)                                                                 | Locotenenți guvernatori (succesivi)                                     | Peter Walker                               | 15 aprilie 2011                |
| Guernsey                                                                                   | Coroana briranică (Dependență a Coroanei Britanice)                                                                 | Bailiff                                                                 | sir Richard Collas                         | 23 martie 2012                 |
| Guernsey                                                                                   | Coroana briranică (Dependență a Coroanei Britanice)                                                                 | Ministru Șef                                                            | Jonathan Le Tocq                           | 12 martie 2014                 |
| Herm                                                                                       | Guernsey (Dependență a bailiwick-ului Guernsey)                                                                     | Locotenenți guvernatori ai bailiwick-ului Guernsey (succesivi)          | sir Richard Collas (interimar)             | 6 septembrie 2015              |
| Herm                                                                                       | Guernsey (Dependență a bailiwick-ului Guernsey)                                                                     | Locotenenți guvernatori ai bailiwick-ului Guernsey (succesivi)          | Peter Walker                               | 15 aprilie 2011                |
| Herm                                                                                       | Guernsey (Dependență a bailiwick-ului Guernsey)                                                                     | Bailiff de Guernsey                                                     | sir Richard Collas                         | 23 martie 2012                 |
| Herm                                                                                       | Guernsey (Dependență a bailiwick-ului Guernsey)                                                                     | Ministru Șef al bailiwick-ului Guernsey                                 | Jonathan Le Tocq                           | 12 martie 2014                 |
| Herm                                                                                       | Guernsey (Dependență a bailiwick-ului Guernsey)                                                                     | Tenants                                                                 | John Singer și Julia Singer                | 1 octombrie 2008               |
| Jersey                                                                                     | Coroana briranică (Dependență a Coroanei Britanice)                                                                 | Regină a Regatului Unit, Duce de Normandia                              | Elisabeta a II-a                           | 6 februarie 1952               |
| Jersey                                                                                     | Coroana briranică (Dependență a Coroanei Britanice)                                                                 | Locotenent guvernator                                                   | sir John McColl                            | 26 septembrie 2011             |
| Jersey                                                                                     | Coroana briranică (Dependență a Coroanei Britanice)                                                                 | Bailiffi (succesivi)                                                    | William Bailhache                          | 29 ianuarie 2015               |
| Jersey                                                                                     | Coroana briranică (Dependență a Coroanei Britanice)                                                                 | Bailiffi (succesivi)                                                    | sir Michael Birt                           | 9 iulie 2009                   |
| Jersey                                                                                     | Coroana briranică (Dependență a Coroanei Britanice)                                                                 | Ministru Șef                                                            | Ian Gorst                                  | 18 noiembrie 2011              |
| Jethou                                                                                     | Guernsey (Dependență a bailiwick-ului Guernsey                                                                      | Locotenenți guvernatori ai bailiwick-ului Guernsey (succesivi)          | sir Richard Collas (interimar)             | 6 septembrie 2015              |
| Jethou                                                                                     | Guernsey (Dependență a bailiwick-ului Guernsey                                                                      | Locotenenți guvernatori ai bailiwick-ului Guernsey (succesivi)          | Peter Walker                               | 15 aprilie 2011                |
| Jethou                                                                                     | Guernsey (Dependență a bailiwick-ului Guernsey                                                                      | Bailiff de Guernsey                                                     | sir Richard Collas                         | 23 martie 2012                 |
| Jethou                                                                                     | Guernsey (Dependență a bailiwick-ului Guernsey                                                                      | Ministru Șef al bailiwick-ului Guernsey                                 | Jonathan Le Tocq                           | 12 martie 2014                 |
| Jethou                                                                                     | Guernsey (Dependență a bailiwick-ului Guernsey                                                                      | Subtenants                                                              | sir Peter Ogden și Philip Hulme            | 1995                           |
| Lihou                                                                                      | Guernsey (Dependență a bailiwick-ului Guernesey)                                                                    | Locotenenți guvernatori ai bailiwick-ului Guernsey (succesivi)          | sir Richard Collas (interimar)             | 6 septembrie 2015              |
| Lihou                                                                                      | Guernsey (Dependență a bailiwick-ului Guernesey)                                                                    | Locotenenți guvernatori ai bailiwick-ului Guernsey (succesivi)          | Peter Walker                               | 15 aprilie 2011                |
| Lihou                                                                                      | Guernsey (Dependență a bailiwick-ului Guernesey)                                                                    | Bailiff de Guernsey                                                     | sir Richard Collas                         | 23 martie 2012                 |
| Lihou                                                                                      | Guernsey (Dependență a bailiwick-ului Guernesey)                                                                    | Ministru Șef al bailiwick-ului Guernsey                                 | Jonathan Le Tocq                           | 12 martie 2014                 |
| Lihou                                                                                      | Guernsey (Dependență a bailiwick-ului Guernesey)                                                                    | Administrator                                                           | Richard Curtis                             | februarie 2006                 |
| Man, Insula                                                                                | Coroana briranică (Dependență a Coroanei Britanice)                                                                 | Regină a Regatului Unit, Lord de Man                                    | Elisabeta a II-a                           | 6 februarie 1952               |
| Man, Insula                                                                                | Coroana briranică (Dependență a Coroanei Britanice)                                                                 | Locotenent guvernator                                                   | Adam Wood                                  | 7 aprilie 2011                 |
| Man, Insula                                                                                | Coroana briranică (Dependență a Coroanei Britanice)                                                                 | Prim deemster                                                           | David Doyle                                | 20 decembrie 2010              |
| Man, Insula                                                                                | Coroana briranică (Dependență a Coroanei Britanice)                                                                 | Ministru Șef                                                            | Allan Bell                                 | 11 octombrie 2011              |
| Montserrat                                                                                 | Regatul Unit (Teritoriu de peste mări)                                                                              | Regină a Regatului Unit                                                 | Elisabeta a II-a                           | 6 februarie 1952               |
| Montserrat                                                                                 | Regatul Unit (Teritoriu de peste mări)                                                                              | Guvernatori (succesivi)                                                 | Elizabeth Carriere                         | 5 august 2015                  |
| Montserrat                                                                                 | Regatul Unit (Teritoriu de peste mări)                                                                              | Guvernatori (succesivi)                                                 | Alric Taylor (interimar)                   | 7 iulie 2015                   |
| Montserrat                                                                                 | Regatul Unit (Teritoriu de peste mări)                                                                              | Guvernatori (succesivi)                                                 | Adrian Davis                               | 8 aprilie 2011                 |
| Montserrat                                                                                 | Regatul Unit (Teritoriu de peste mări)                                                                              | Premier                                                                 | Donaldson Romeo                            | 12 septembrie 2014             |
| Pitcairn, Insulele                                                                         | Regatul Unit (Teritoriu de peste mări)                                                                              | Regină a Regatului Unit                                                 | Elisabeta a II-a                           | 6 februarie 1952               |
| Pitcairn, Insulele                                                                         | Regatul Unit (Teritoriu de peste mări)                                                                              | Guvernator                                                              | Jonathan Sinclair                          | august 2014                    |
| Pitcairn, Insulele                                                                         | Regatul Unit (Teritoriu de peste mări)                                                                              | Administrator                                                           | Alan Richmond                              | noiembrie 2014                 |
| Pitcairn, Insulele                                                                         | Primar | Shawn Christian                                                         | 1 ianuarie 2014                            |                                |
| Rockall                                                                                    | Scoția [Stâncă nelocuită și izolată atașată Consiliului Unitar Hebridele Exterioare (na h-Eileanan Siar)]           | Secretari de Stat pentru Scoția (succesivi)                             | David Mundell                              | 11 mai 2015                    |
| Rockall                                                                                    | Scoția [Stâncă nelocuită și izolată atașată Consiliului Unitar Hebridele Exterioare (na h-Eileanan Siar)]           | Secretari de Stat pentru Scoția (succesivi)                             | Alistair Carmichael                        | 7 octombrie 2013               |
| Rockall                                                                                    | Scoția [Stâncă nelocuită și izolată atașată Consiliului Unitar Hebridele Exterioare (na h-Eileanan Siar)]           | Prim ministru al Scoției                                                | Nicola Sturgeon                            | 19 noiembrie 2014              |
| Rockall                                                                                    | Scoția [Stâncă nelocuită și izolată atașată Consiliului Unitar Hebridele Exterioare (na h-Eileanan Siar)]           | Președinte al Consiliului Hebridelor Exterioare                         | Norman A Macdonald                         | 10 mai 2012                    |
| Rockall                                                                                    | Scoția [Stâncă nelocuită și izolată atașată Consiliului Unitar Hebridele Exterioare (na h-Eileanan Siar)]           | Lider al Consiliului Hebridelor Exterioare                              | Angus Campbell                             | mai 2007                       |
| Rockall                                                                                    | Scoția [Stâncă nelocuită și izolată atașată Consiliului Unitar Hebridele Exterioare (na h-Eileanan Siar)]           | Director executiv al Consiliului Hebridelor Exterioare                  | Malcolm Burr                               | octombrie 2005                 |
| Sark                                                                                       | Guernsey (Dependență a bailiwick-ului Guernsey)                                                                     | Locotenenți guvernatori ai bailiwick-ului Guernsey (succesivi)          | sir Richard Collas (intierimar)            | 6 septembrie 2015              |
| Sark                                                                                       | Guernsey (Dependență a bailiwick-ului Guernsey)                                                                     | Locotenenți guvernatori ai bailiwick-ului Guernsey (succesivi)          | Peter Walker                               | 15 aprilie 2011                |
| Sark                                                                                       | Guernsey (Dependență a bailiwick-ului Guernsey)                                                                     | Bailiff de Guernsey                                                     | sir Richard Collas                         | 23 martie 2012                 |
| Sark                                                                                       | Guernsey (Dependență a bailiwick-ului Guernsey)                                                                     | Ministru Șef al bailiwick-ului Guernsey                                 | Jonathan Le Tocq                           | 12 martie 2014                 |
| Sark                                                                                       | Guernsey (Dependență a bailiwick-ului Guernsey)                                                                     | Senior                                                                  | Michael Beaumont                           | 14 iulie 1974                  |
| Sfânta Elena, Ascension și Tristan da Cunha (Saint Helena, Ascension and Tristan da Cunha) | Regatul Unit (Teritoriu de peste mări)                                                                              | Regină a Regatului Unit                                                 | Elisabeta a II-a                           | 6 februarie 1952               |
| Sfânta Elena, Ascension și Tristan da Cunha (Saint Helena, Ascension and Tristan da Cunha) | Regatul Unit (Teritoriu de peste mări)                                                                              | Guvernatori                                                             | Sean Burns (interimar)                     | 30 aprilie 2015 - 8 iulie 2015 |
| Sfânta Elena, Ascension și Tristan da Cunha (Saint Helena, Ascension and Tristan da Cunha) | Regatul Unit (Teritoriu de peste mări)                                                                              | Guvernatori                                                             | Mark Capes                                 | 29 octombrie 2011              |
| Teritoriul Arctic Britanic (BAT)                                                           | Regatul Unit (Teritoriu de peste mări)                                                                              | Regină a Regatului Unit                                                 | Elisabeta a II-a                           | 6 februarie 1952               |
| Teritoriul Arctic Britanic (BAT)                                                           | Regatul Unit (Teritoriu de peste mări)                                                                              | Comisar                                                                 | Peter Hayes                                | 17 octombrie 2012              |
| Teritoriul Arctic Britanic (BAT)                                                           | Regatul Unit (Teritoriu de peste mări)                                                                              | Administrator                                                           | Henry Burgess                              | 2011                           |
| Teritoriul Britanic din Oceanul Indian (BIOT)                                              | Regatul Unit (Teritoriu de peste mări)                                                                              | Regină a Regatului Unit                                                 | Elisabeta a II-a                           | 6 februarie 1952               |
| Teritoriul Britanic din Oceanul Indian (BIOT)                                              | Regatul Unit (Teritoriu de peste mări)                                                                              | Comisar                                                                 | Peter Hayes                                | 17 octombrie 2012              |
| Teritoriul Britanic din Oceanul Indian (BIOT)                                              | Regatul Unit (Teritoriu de peste mări)                                                                              | Administrator                                                           | Tom Moody                                  | iulie 2013                     |
| Teritoriul Britanic din Oceanul Indian (BIOT)                                              | Regatul Unit (Teritoriu de peste mări)                                                                              | Reprezentanți ai comisarului (succesivi)                                | Edward Lees                                | 2015                           |
| Teritoriul Britanic din Oceanul Indian (BIOT)                                              | Regatul Unit (Teritoriu de peste mări)                                                                              | Reprezentanți ai comisarului (succesivi)                                | Lee Hardy                                  | 14 ianuarie 2013               |
| Tristan da Cunha                                                                           | Sfânta Elena, Ascension și Tristan da Cunha (Componenră a teritoriului Sfânta Elena, Ascensión și Tristan da Cunha) | Guvernatori ai teritoriului Sfânta Elena, Ascensión și Tristan da Cunha | Sean Burns (interimar)                     | 30 aprilie 2015 - 8 iulie 2015 |
| Tristan da Cunha                                                                           | Sfânta Elena, Ascension și Tristan da Cunha (Componenră a teritoriului Sfânta Elena, Ascensión și Tristan da Cunha) | Guvernatori ai teritoriului Sfânta Elena, Ascensión și Tristan da Cunha | Mark Capes                                 | 29 octombrie 2011              |
| Tristan da Cunha                                                                           | Sfânta Elena, Ascension și Tristan da Cunha (Componenră a teritoriului Sfânta Elena, Ascensión și Tristan da Cunha) | Administratori                                                          | Chris Standing (interimar)                 | 23 martie 2015 - 10 iulie 2015 |
| Tristan da Cunha                                                                           | Sfânta Elena, Ascension și Tristan da Cunha (Componenră a teritoriului Sfânta Elena, Ascensión și Tristan da Cunha) | Administratori                                                          | Alex Mitham                                | 23 septembrie 2013             |
| Turks și Caicos, Insulele                                                                  | Regatul Unit (Teritoriu de peste mări)                                                                              | Regină a Regatului Unit                                                 | Elisabeta a II-a                           | 6 februarie 1952               |
| Turks și Caicos, Insulele                                                                  | Regatul Unit (Teritoriu de peste mări)                                                                              | Guvernator                                                              | Peter Beckingham                           | 8 octombrie 2013               |
| Turks și Caicos, Insulele                                                                  | Regatul Unit (Teritoriu de peste mări)                                                                              | Premier                                                                 | Rufus Ewing                                | 13 noiembrie 2012              |
| Virgine Britanice, Insulele (BVI)                                                          | Regatul Unit (Teritoriu de peste mări)                                                                              | Regină a Regatului Unit                                                 | Elisabeta a II-a                           | 6 februarie 1952               |
| Virgine Britanice, Insulele (BVI)                                                          | Regatul Unit (Teritoriu de peste mări)                                                                              | Guvernator                                                              | John Duncan                                | 15 august 2014                 |
| Virgine Britanice, Insulele (BVI)                                                          | Regatul Unit (Teritoriu de peste mări)                                                                              | Premier                                                                 | Orlando Smith                              | 9 noiembrie 2011               |

## Departamente și colectivități de peste mări și teritorii cu statut special franceze
| Teritoriu                                                                                       | Suveranitate și statut                                        | Funcția                                                                             | Numele                                | Începând cu        |
| ----------------------------------------------------------------------------------------------- | ------------------------------------------------------------- | ----------------------------------------------------------------------------------- | ------------------------------------- | ------------------ |
| Clipperton, Insula                                                                              | Franța (Domeniu public maritim al statului nelocuit)          | Președinte al Republicii Franceze                                                   | François Hollande                     | 15 mai 2012        |
| Clipperton, Insula                                                                              | Franța (Domeniu public maritim al statului nelocuit)          | Administratoare                                                                     | George Pau-Langevin                   | 2 aprilie 2014     |
| Clipperton, Insula                                                                              | Franța (Domeniu public maritim al statului nelocuit)          | Administrator delegat ,                                                             | Lionel Beffre                         | 16 septembrie 2013 |
| Domeniile franceze din Israel (Domeniul Național Francez din Țara Sfântă)                       | Franța (Posesiuni ale statului)                               | Președinte al Republicii Franceze                                                   | François Hollande                     | 15 mai 2012        |
| Domeniile franceze din Israel (Domeniul Național Francez din Țara Sfântă)                       | Franța (Posesiuni ale statului)                               | Ministru al Afacerilor Externe și Dezvoltării Internaționale al Republicii Franceze | Laurent Fabius                        | 16 mai 2012        |
| Domeniile franceze din Israel (Domeniul Național Francez din Țara Sfântă)                       | Franța (Posesiuni ale statului)                               | Administrator                                                                       | Hervé Magro                           | 9 septembrie 2013  |
| Domeniile franceze din insula Sfânta Elena                                                      | Franța (Posesiuni ale statului)                               | Președinte al Republicii Franceze                                                   | François Hollande                     | 15 mai 2012        |
| Domeniile franceze din insula Sfânta Elena                                                      | Franța (Posesiuni ale statului)                               | Ministru al Afacerilor Externe și Dezvoltării Internaționale al Republicii Franceze | Laurent Fabius                        | 16 mai 2012        |
| Domeniile franceze din insula Sfânta Elena                                                      | Franța (Posesiuni ale statului)                               | Consul onorar al Franței la Jamestown (Sfânta Elena)                                | Michel Dancoisne-Martineau            | 1 decembrie 1987   |
| Domeniile franceze din insula Sfânta Elena                                                      | Franța (Posesiuni ale statului)                               | Conservator                                                                         | Michel Dancoisne-Martineau            | 5 august 1991      |
| Domeniile franceze la Vatican (Fundația Așezămintelor Pioase ale Franței la Roma și la Lorette) | Franța (Posesiuni ale statului)                               | Președinte al Republicii Franceze                                                   | François Hollande                     | 15 mai 2012        |
| Domeniile franceze la Vatican (Fundația Așezămintelor Pioase ale Franței la Roma și la Lorette) | Franța (Posesiuni ale statului)                               | Ministru al Afacerilor Externe și Dezvoltării Internaționale al Franței             | Laurent Fabius                        | 16 mai 2012        |
| Domeniile franceze la Vatican (Fundația Așezămintelor Pioase ale Franței la Roma și la Lorette) | Franța (Posesiuni ale statului)                               | Președinți ai Congregației Generale (succesivi)                                     | Francois-Xavier Tilliette (interimar) | 1 martie 2015      |
| Domeniile franceze la Vatican (Fundația Așezămintelor Pioase ale Franței la Roma și la Lorette) | Franța (Posesiuni ale statului)                               | Președinți ai Congregației Generale (succesivi)                                     | Bruno Joubert                         | 9 martie 2012      |
| Domeniile franceze la Vatican (Fundația Așezămintelor Pioase ale Franței la Roma și la Lorette) | Franța (Posesiuni ale statului)                               | Administrator al Fundației Așezămintelor Pioase ale Franței la Roma și la Lorette   | venerabilul părinte Bernard Ardura    | 15 aprilie 2005    |
| Guadelupa                                                                                       | Franța (Departament de peste mări)                            | Președinte al Republicii Franceze                                                   | François Hollande                     | 15 mai 2012        |
| Guadelupa                                                                                       | Franța (Departament de peste mări)                            | Prefect                                                                             | Jacques Billant                       | 1 decembrie 2014   |
| Guadelupa                                                                                       | Franța (Departament de peste mări)                            | Președinți ai Consilului Regional (succesivi)                                       | Ary Chalus                            | 18 decembrie 2015  |
| Guadelupa                                                                                       | Franța (Departament de peste mări)                            | Președinți ai Consilului Regional (succesivi)                                       | Victorin Lurel                        | 2 mai 2014         |
| Guadelupa                                                                                       | Franța (Departament de peste mări)                            | Președintă a Consililui Departamental                                               | Josette Borel-Lincertin               | 2 aprilie 2015     |
| Guadelupa                                                                                       | Franța (Departament de peste mări)                            | Președinți ai Consililui General                                                    | funcție înlocuită                     | 2 aprilie 2015     |
| Guadelupa                                                                                       | Franța (Departament de peste mări)                            | Președinți ai Consililui General                                                    | Jacques Gillot                        | 23 martie 2001     |
| Guyana Franceză                                                                                 | Franța (Departament de peste mări)                            | Președinte al Republicii Franceze                                                   | François Hollande                     | 15 mai 2012        |
| Guyana Franceză                                                                                 | Franța (Departament de peste mări)                            | Prefect                                                                             | Éric Spitz                            | 24 iunie 2013      |
| Guyana Franceză                                                                                 | Franța (Departament de peste mări)                            | Președinte al Adunării                                                              | Rodolphe Alexandre                    | 18 decembrie 2015  |
| Guyana Franceză                                                                                 | Franța (Departament de peste mări)                            | Președinți ai Consiliului Regional                                                  | funcție înlocuită                     | 18 decembrie 2015  |
| Guyana Franceză                                                                                 | Franța (Departament de peste mări)                            | Președinți ai Consiliului Regional                                                  | Rodolphe Alexandre                    | 26 martie 2010     |
| Guyana Franceză                                                                                 | Franța (Departament de peste mări)                            | Președinți ai Consiliului General                                                   | funcție înlocuită                     | 18 decembrie 2015  |
| Guyana Franceză                                                                                 | Franța (Departament de peste mări)                            | Președinți ai Consiliului General                                                   | Alain Tien-Liong                      | 20 martie 2008     |
| Casa Hauteville (Hauteville House)                                                              | Paris (proprietate a primăriei Parisului în Insula Guernesey) | Președinte al Republicii Franceze                                                   | François Hollande                     | 15 mai 2012        |
| Casa Hauteville (Hauteville House)                                                              | Paris (proprietate a primăriei Parisului în Insula Guernesey) | Ministru al Afacerilor Externe și Dezvoltării Internaționale al Republicii Franceze | Laurent Fabius                        | 16 mai 2012        |
| Casa Hauteville (Hauteville House)                                                              | Paris (proprietate a primăriei Parisului în Insula Guernesey) | Primar al Parisului                                                                 | Anne Hidalgo                          | 5 aprilie 2014     |
| Casa Hauteville (Hauteville House)                                                              | Paris (proprietate a primăriei Parisului în Insula Guernesey) | Consul onorar al Franței la Saint Peter Port (Guernsey)                             | Odile Blanchette                      | ianuarie 2003      |
| Casa Hauteville (Hauteville House)                                                              | Paris (proprietate a primăriei Parisului în Insula Guernesey) | Conservatoare                                                                       | Odile Blanchette                      | ianuarie 2003      |
| Martinica                                                                                       | Franța (Departament de peste mări)                            | Președinte al Republicii Franceze                                                   | François Hollande                     | 15 mai 2012        |
| Martinica                                                                                       | Franța (Departament de peste mări)                            | Prefect                                                                             | Fabrice Rigoulet-Roze                 | 31 iulie 2014      |
| Martinica                                                                                       | Franța (Departament de peste mări)                            | Președinte al Consiliului Executiv                                                  | Alfred Marie-Jeanne                   | 18 decembrie 2015  |
| Martinica                                                                                       | Franța (Departament de peste mări)                            | Președinți ai Consiliului Regional                                                  | funcție înlocuită                     | 18 decembrie 2015  |
| Martinica                                                                                       | Franța (Departament de peste mări)                            | Președinți ai Consiliului Regional                                                  | Serge Letchimy                        | 26 martie 2010     |
| Martinica                                                                                       | Franța (Departament de peste mări)                            | Președinți ai Consililui General                                                    | funcție înlocuită                     | 18 decembrie 2015  |
| Martinica                                                                                       | Franța (Departament de peste mări)                            | Președinți ai Consililui General                                                    | Josette Manin                         | 31 martie 2011     |
| Mayotte                                                                                         | Franța (Departament de peste mări)                            | Președinte al Republicii Franceze                                                   | François Hollande                     | 15 mai 2012        |
| Mayotte                                                                                         | Franța (Departament de peste mări)                            | Prefect                                                                             | Seymour Morsy                         | 2 septembrie 2014  |
| Mayotte                                                                                         | Franța (Departament de peste mări)                            | Președinte al Consililui Departamental                                              | Soibahadine Ibrahim Ramadani          | 2 aprilie 2015     |
| Mayotte                                                                                         | Franța (Departament de peste mări)                            | Președinți ai Consililui General                                                    | funcție înlocuită                     | 2 aprilie 2015     |
| Mayotte                                                                                         | Franța (Departament de peste mări)                            | Președinți ai Consililui General                                                    | Daniel Zaïdani                        | 3 aprilie 2011     |
| Noua Caledonie                                                                                  | Franța (Colectivitate de peste mări sui generis)              | Președinte al Republicii Franceze                                                   | François Hollande                     | 15 mai 2012        |
| Noua Caledonie                                                                                  | Franța (Colectivitate de peste mări sui generis)              | Înalt Comisar al Republicii                                                         | Vincent Bouvier                       | 18 august 2014     |
| Noua Caledonie                                                                                  | Franța (Colectivitate de peste mări sui generis)              | Președinți ai Guvernului (succesivi)                                                | Philippe Germain                      | 1 aprilie 2015     |
| Noua Caledonie                                                                                  | Franța (Colectivitate de peste mări sui generis)              | Președinți ai Guvernului (succesivi)                                                | Cynthia Ligeard                       | 5 iunie 2014       |
| Polinezia Franceză                                                                              | Franța (colectivitate de peste mări)                          | Președinte al Republicii Franceze                                                   | François Hollande                     | 15 mai 2012        |
| Polinezia Franceză                                                                              | Franța (colectivitate de peste mări)                          | Înalt Comisar al Republicii                                                         | Lionel Beffre                         | 16 septembrie 2013 |
| Polinezia Franceză                                                                              | Franța (colectivitate de peste mări)                          | Președinte                                                                          | Édouard Fritch                        | 12 septembrie 2014 |
| 'Réunion                                                                                        | Franța (Departament de peste mări)                            | Președinte al Republicii Franceze                                                   | François Hollande                     | 15 mai 2012        |
| 'Réunion                                                                                        | Franța (Departament de peste mări)                            | Prefect                                                                             | Dominique Sorain                      | 2 septembrie 2014  |
| 'Réunion                                                                                        | Franța (Departament de peste mări)                            | Președintă a Consililui Departamental                                               | Nassimah Dindar                       | 2 aprilie 2015     |
| 'Réunion                                                                                        | Franța (Departament de peste mări)                            | Președinte al Consiliului Regional                                                  | Didier Robert                         | 26 martie 2011     |
| 'Réunion                                                                                        | Franța (Departament de peste mări)                            | Președinți ai Consililui General                                                    | funcție înlocuită                     | 2 aprilie 2015     |
| 'Réunion                                                                                        | Franța (Departament de peste mări)                            | Președinți ai Consililui General                                                    | Nassimah Dindar                       | 1 aprilie 2004     |
| Sfântul Bartolomeu (Saint Barthélemy)                                                           | Franța (Colectivitate de peste mări)                          | Președinte al Republicii Franceze                                                   | François Hollande                     | 15 mai 2012        |
| Sfântul Bartolomeu (Saint Barthélemy)                                                           | Franța (Colectivitate de peste mări)                          | Prefect                                                                             | Jacques Billant                       | 1 decembrie 2014   |
| Sfântul Bartolomeu (Saint Barthélemy)                                                           | Franța (Colectivitate de peste mări)                          | Prefecți delegați (succesivi)                                                       | Anne Laubies                          | 9 iunie 2015       |
| Sfântul Bartolomeu (Saint Barthélemy)                                                           | Franța (Colectivitate de peste mări)                          | Prefecți delegați (succesivi)                                                       | Philippe Chopin                       | 12 decembrie 2011  |
| Sfântul Bartolomeu (Saint Barthélemy)                                                           | Franța (Colectivitate de peste mări)                          | Președinte al Consililui Teritorial                                                 | Bruno Magras                          | 15 iulie 2007      |
| Sfântul Martin [Saint Martin (France)]                                                          | Franța (Colectivitate de peste mări)                          | Președinte al Republicii Franceze                                                   | François Hollande                     | 15 mai 2012        |
| Sfântul Martin [Saint Martin (France)]                                                          | Franța (Colectivitate de peste mări)                          | Prefect                                                                             | Jacques Billant                       | 1 decembrie 2014   |
| Sfântul Martin [Saint Martin (France)]                                                          | Franța (Colectivitate de peste mări)                          | Prefecți delegați (succesivi)                                                       | Anne Laubies                          | 9 iunie 2015       |
| Sfântul Martin [Saint Martin (France)]                                                          | Franța (Colectivitate de peste mări)                          | Prefecți delegați (succesivi)                                                       | Philippe Chopin                       | 12 decembrie 2011  |
| Sfântul Martin [Saint Martin (France)]                                                          | Franța (Colectivitate de peste mări)                          | Președintă a Consililui Teritorial                                                  | Aline Hanson                          | 17 aprilie 2013    |
| Sfântul Petru și Miquelon (Saint Pierre et Miquelon)                                            | Franța (Colectivitate de peste mări)                          | Președinte al Republicii Franceze                                                   | François Hollande                     | 15 mai 2012        |
| Sfântul Petru și Miquelon (Saint Pierre et Miquelon)                                            | Franța (Colectivitate de peste mări)                          | Prefect                                                                             | Jean-Christophe Bouvier               | 4 septembrie 2014  |
| Sfântul Petru și Miquelon (Saint Pierre et Miquelon)                                            | Franța (Colectivitate de peste mări)                          | Președinte al Consililui Teritorial                                                 | Stéphane Artano                       | 21 februarie 2007  |
| Teritoriile australe și antarctice franceze (TAAF)                                              | Franța (Teritoriu de peste mări)                              | Președinte al Republicii Franceze                                                   | François Hollande                     | 15 mai 2012        |
| Teritoriile australe și antarctice franceze (TAAF)                                              | Franța (Teritoriu de peste mări)                              | Prefect administratoare superioarǎ                                                  | Cécile Pozzo di Borgo                 | 7 octombrie 2014   |
| Wallis și Futuna (vezi și : §13)                                                                | Franța (Colectivitate de peste mări)                          | Președinte al Republicii Franceze                                                   | François Hollande                     | 15 mai 2012        |
| Wallis și Futuna (vezi și : §13)                                                                | Franța (Colectivitate de peste mări)                          | Administratori superiori (succesivi)                                                | Marcel Renouf                         | 19 ianuarie 2015   |
| Wallis și Futuna (vezi și : §13)                                                                | Franța (Colectivitate de peste mări)                          | Administratori superiori (succesivi)                                                | Michel Aubouin                        | 30 martie 2013     |
| Wallis și Futuna (vezi și : §13)                                                                | Franța (Colectivitate de peste mări)                          | Președinte al Adunării Teritoriale                                                  | Mikaele Kulimoetoke                   | 26 noiembrie 2014  |

## Dependințe și teritorii speciale ale Norvegiei
| Teritoriu         | Suveranitate și statut                          | Funcția                                                             | Numele             | Începând cu        |
| ----------------- | ----------------------------------------------- | ------------------------------------------------------------------- | ------------------ | ------------------ |
| Bouvet, Insula    | Norvegia · (Dependență nelocuită)               | Rege al Norvegiei                                                   | Harald al V-lea ,  | 17 ianuarie 1991   |
| Bouvet, Insula    | Norvegia · (Dependență nelocuită)               | Directori generali ai Departamentului Afacerilor Polare (succesivi) | Øystein Mortensen  | 2 octombrie 2015   |
| Bouvet, Insula    | Norvegia · (Dependență nelocuită)               | Directori generali ai Departamentului Afacerilor Polare (succesivi) | Kjerstin Askholt   | 2006               |
| Bouvet, Insula    | Norvegia · (Dependență nelocuită)               | Director al Institutului Polar Norvegian                            | Jan-Gunnar Winther | 2005               |
| Jan Mayen, Insula | Norvegia · (Componentă a Regatului Norvegiei)   | Rege al Norvegiei                                                   | Harald al V-lea ,  | 17 ianuarie 1991   |
| Jan Mayen, Insula | Norvegia · (Componentă a Regatului Norvegiei)   | Administratoare                                                     | Hill-Marta Solberg | 21 septembrie 2007 |
| Petru I, Insula   | Norvegia · (Dependență nelocuită)               | Rege al Norvegiei                                                   | Harald al V-lea ,  | 17 ianuarie 1991   |
| Petru I, Insula   | Norvegia · (Dependență nelocuită)               | Directori generali ai Departamentului Afacerilor Polare (succesivi) | Øystein Mortensen  | 2 octombrie 2015   |
| Petru I, Insula   | Norvegia · (Dependență nelocuită)               | Directori generali ai Departamentului Afacerilor Polare (succesivi) | Kjerstin Askholt   | 2006               |
| Petru I, Insula   | Norvegia · (Dependență nelocuită)               | Director al Institutului Polar Norvegian                            | Jan-Gunnar Winther | 2005               |
| Svalbard          | Norvegia · (Teritoriu cu suveranitate specială) | Rege al Norvegiei                                                   | Harald al V-lea ,  | 17 ianuarie 1991   |
| Svalbard          | Norvegia · (Teritoriu cu suveranitate specială) | Guvernatori (Sysselmann) (succesivi)                                | Kjerstin Askholt   | 10 octombrie 2015  |
| Svalbard          | Norvegia · (Teritoriu cu suveranitate specială) | Guvernatori (Sysselmann) (succesivi)                                | Odd Olsen Ingerø   | 16 septembrie 2009 |
| Țara Reginei Maud | Norvegia · (Dependență nelocuită)               | Rege al Norvegiei                                                   | Harald al V-lea ,  | 17 ianuarie 1991   |
| Țara Reginei Maud | Norvegia · (Dependență nelocuită)               | Directori generali ai Departamentului Afacerilor Polare (succesivi) | Øystein Mortensen  | 2 octombrie 2015   |
| Țara Reginei Maud | Norvegia · (Dependență nelocuită)               | Directori generali ai Departamentului Afacerilor Polare (succesivi) | Kjerstin Askholt   | 2006               |
| Țara Reginei Maud | Norvegia · (Dependență nelocuită)               | Director al Institutului Polar Norvegian                            | Jan-Gunnar Winther | 2005               |

## Dependințe și teritorii speciale ale Noii-Zeelande
| Teritoriu        | Suveranitate și statut                                 | Funcția                                        | Numele                     | Începând cu       |
| ---------------- | ------------------------------------------------------ | ---------------------------------------------- | -------------------------- | ----------------- |
| Cook, Insulele   | Noua Zeelandă · (Stat independent în liberă asociere)  | Regină a Noii Zeelende                         | Elisabeta a II-a           | 6 februarie 1952  |
| Cook, Insulele   | Noua Zeelandă · (Stat independent în liberă asociere)  | Reprezentant al reginei                        | Tom Marsters               | 27 iulie 2013     |
| Cook, Insulele   | Noua Zeelandă · (Stat independent în liberă asociere)  | Înalți Comisari ai Noii Zeelande (succesivi)   | Nick Hurley                | 21 aprilie 2015   |
| Cook, Insulele   | Noua Zeelandă · (Stat independent în liberă asociere)  | Înalți Comisari ai Noii Zeelande (succesivi)   | Aimee Jephson (interimară) | decembrie 2014    |
| Cook, Insulele   | Noua Zeelandă · (Stat independent în liberă asociere)  | Prim-ministru                                  | Henry Puna                 | 30 noiembrie 2010 |
| Niue, Insule     | Noua Zeelandă · (Teritoriu autonom în liberă asociere) | Regină a Noii Zeelende                         | Elisabeta a II-a           | 6 februarie 1952  |
| Niue, Insule     | Noua Zeelandă · (Teritoriu autonom în liberă asociere) | Guvernator general                             | sir Jerry Mateparae        | 31 august 2011    |
| Niue, Insule     | Noua Zeelandă · (Teritoriu autonom în liberă asociere) | Înalt Comisar al Noii Zeelande                 | Ross Ardern                | februarie 2014    |
| Niue, Insule     | Noua Zeelandă · (Teritoriu autonom în liberă asociere) | Premier                                        | Toke Tufukia Talagi        | 19 iunie 2008     |
| Ross, Dependența | Noua Zeelandă · (Dependență nelocuită)                 | Regină a Noii Zeelende                         | Elisabeta a II-a           | 6 februarie 1952  |
| Ross, Dependența | Noua Zeelandă · (Dependență nelocuită)                 | Guvernator general al Noii Zeelende            | sir Jerry Mateparae        | 31 august 2011    |
| Ross, Dependența | Noua Zeelandă · (Dependență nelocuită)                 | Director general al Antarcticii Noii Zeelende  | Peter Beggs                | 4 ianuarie 2014   |
| Tokelau          | Noua Zeelandă · Teritoriu autonom în liberă asociere)  | Regină a Noii Zeelende                         | Elisabeta a II-a           | 6 februarie 1952  |
| Tokelau          | Noua Zeelandă · Teritoriu autonom în liberă asociere)  | Guvernator general al Noii Zeelende            | Jerry Mateparae            | 31 august 2011    |
| Tokelau          | Noua Zeelandă · Teritoriu autonom în liberă asociere)  | Administratori (succesivi)                     | Linda te Puni (interimară) | 2015              |
| Tokelau          | Noua Zeelandă · Teritoriu autonom în liberă asociere)  | Administratori (succesivi)                     | Jonathan Kings             | februarie 2011    |
| Tokelau          | Noua Zeelandă · Teritoriu autonom în liberă asociere)  | Șefi ai Guvernului (Ulu o Tokelau) (succesivi) | Siopili Perez              | 23 februarie 2015 |
| Tokelau          | Noua Zeelandă · Teritoriu autonom în liberă asociere)  | Șefi ai Guvernului (Ulu o Tokelau) (succesivi) | Kuresa Nassau              | februarie 2014    |

## Teritorii speciale ale Statelor Unite ale Americii
| Teritoriu                                         | Suveranitate și statut                                                                                             | Funcția                                                                       | Numele                   | Începând cu       |
| ------------------------------------------------- | --- | ----------------------------------------------------------------------------- | ------------------------ | ----------------- |
| Baker, Insula                                     | Statele Unite ale Americii · (Teritoriu neîncorporat, neorganizat, nelocuit)                                       | Președinte al Statelor Unite ale Americii                                     | Barack Obama             | 20 ianuarie 2009  |
| Baker, Insula                                     | Statele Unite ale Americii · (Teritoriu neîncorporat, neorganizat, nelocuit)                                       | Director al Servicului Pescuitului și Faunei al Statelor Unite ale Americii   | Daniel M. Ashe           | 1 iulie 2011      |
| Guam                                              | Statele Unite ale Americii · (Teritoriu neîncorporat, organizat)                                                   | Președinte al Statelor Unite ale Americii                                     | Barack Obama             | 20 ianuarie 2009  |
| Guam                                              | Statele Unite ale Americii · (Teritoriu neîncorporat, organizat)                                                   | Guvernator                                                                    | Eddie Calvo              | 3 ianuarie 2011   |
| Guantanamo, Stația Navală Golful (Gitmo sau GTMO) | Statele Unite ale Americii · (Bază navală închiriată)                                                              | Președinte al Statelor Unite ale Americii                                     | Barack Obama             | 20 ianuarie 2009  |
| Guantanamo, Stația Navală Golful (Gitmo sau GTMO) | Statele Unite ale Americii · (Bază navală închiriată)                                                              | Comandanți ai bazei (succesivi)                                               | David Culpepper          | 17 aprilie 2015   |
| Guantanamo, Stația Navală Golful (Gitmo sau GTMO) | Statele Unite ale Americii · (Bază navală închiriată)                                                              | Comandanți ai bazei (succesivi)                                               | Scott Gray (interimar)   | 21 ianuarie 2015  |
| Guantanamo, Stația Navală Golful (Gitmo sau GTMO) | Statele Unite ale Americii · (Bază navală închiriată)                                                              | Comandanți ai bazei (succesivi)                                               | Capt. John R. Nettleton  | 29 iunie 2012     |
| Howland, Insula                                   | Statele Unite ale Americii · (Teritoriu neîncorporat, neorganizat, nelocuit)                                       | Președinte al Statelor Unite ale Americii                                     | Barack Obama             | 20 ianuarie 2009  |
| Howland, Insula                                   | Statele Unite ale Americii · (Teritoriu neîncorporat, neorganizat, nelocuit)                                       | Director al Servicului Pescuitului și Faunei al Statelor Unite ale Americii   | Daniel M. Ashe           | 1 iulie 2011      |
| Jarvis, Insula                                    | Statele Unite ale Americii · (Teritoriu neîncorporat, neorganizat, nelocuit)                                       | Președinte al Statelor Unite ale Americii                                     | Barack Obama             | 20 ianuarie 2009  |
| Jarvis, Insula                                    | Statele Unite ale Americii · (Teritoriu neîncorporat, neorganizat, nelocuit)                                       | Director al Servicului Pescuitului și Faunei al Statelor Unite ale Americii   | Daniel M. Ashe           | 1 iulie 2011      |
| Johnston, Atolul                                  | Statele Unite ale Americii · (Teritoriu neîncorporat, neorganizat, nelocuit)                                       | Președinte al Statelor Unite ale Americii                                     | Barack Obama             | 20 ianuarie 2009  |
| Johnston, Atolul                                  | Statele Unite ale Americii · (Teritoriu neîncorporat, neorganizat, nelocuit)                                       | Director al Servicului Pescuitului și Faunei al Statelor Unite ale Americii , | Daniel M. Ashe           | 1 iulie 2011      |
| Kingman Reciful                                   | Statele Unite ale Americii · (Teritoriu neîncorporat, neorganizat, nelocuit)                                       | Președinte al Statelor Unite ale Americii                                     | Barack Obama             | 20 ianuarie 2009  |
| Kingman Reciful                                   | Statele Unite ale Americii · (Teritoriu neîncorporat, neorganizat, nelocuit)                                       | Director al Servicului Pescuitului și Faunei al Statelor Unite ale Americii   | Daniel M. Ashe           | 1 iulie 2011      |
| Mariane de Nord, Insulele                         | Statele Unite ale Americii · (Stat liber asociat cu Statele Unite ale Americii, teritoriu neîncorporat, organizat) | Președinte al Statelor Unite ale Americii                                     | Barack Obama             | 20 ianuarie 2009  |
| Mariane de Nord, Insulele                         | Statele Unite ale Americii · (Stat liber asociat cu Statele Unite ale Americii, teritoriu neîncorporat, organizat) | Guvernatori (succesivi)                                                       | Ralph Torres             | 29 decembrie 2015 |
| Mariane de Nord, Insulele                         | Statele Unite ale Americii · (Stat liber asociat cu Statele Unite ale Americii, teritoriu neîncorporat, organizat) | Guvernatori (succesivi)                                                       | Eloy Songao Inos         | 20 februarie 2013 |
| Midway, Atolul                                    | Statele Unite ale Americii · (Teritoriu neîncorporat, neorganizat, nelocuit)                                       | Președinte al Statelor Unite ale Americii                                     | Barack Obama             | 20 ianuarie 2009  |
| Midway, Atolul                                    | Statele Unite ale Americii · (Teritoriu neîncorporat, neorganizat, nelocuit)                                       | Director al Servicului Pescuitului și Faunei al Statelor Unite ale Americii   | Daniel M. Ashe           | 1 iulie 2011      |
| Navasa, Insula                                    | Statele Unite ale Americii · (Teritoriu neîncorporat, neorganizat, nelocuit)                                       | Președinte al Statelor Unite ale Americii                                     | Barack Obama             | 20 ianuarie 2009  |
| Navasa, Insula                                    | Statele Unite ale Americii · (Teritoriu neîncorporat, neorganizat, nelocuit)                                       | Director al Servicului Pescuitului și Faunei al Statelor Unite ale Americii   | Daniel M. Ashe           | 1 iulie 2011      |
| Palmyra, Atolul                                   | Statele Unite ale Americii · (Teritoriu neîncorporat, neorganizat, nelocuit)                                       | Președinte al Statelor Unite ale Americii                                     | Barack Obama             | 20 ianuarie 2009  |
| Palmyra, Atolul                                   | Statele Unite ale Americii · (Teritoriu neîncorporat, neorganizat, nelocuit)                                       | Director al Servicului Pescuitului și Faunei al Statelor Unite ale Americii , | Daniel M. Ashe           | 1 iulie 2011      |
| Palmyra, Atolul                                   | Statele Unite ale Americii · (Teritoriu neîncorporat, neorganizat, nelocuit)                                       | Subsecretar pentru Afacerile Insulare a Statelor Unite ale Americii ,         | Esther Puakela Kia’aina  | 11 iulie 2014     |
| Palmyra, Atolul                                   | Statele Unite ale Americii · (Teritoriu neîncorporat, neorganizat, nelocuit)                                       | Gestionar                                                                     | Laurie Moore             | ianuarie 2013     |
| Porto Rico                                        | Statele Unite ale Americii · (Stat liber asociat cu Statele Unite ale Americii, teritoriu neîncorporat, organizat) | Președinte al Statelor Unite ale Americii                                     | Barack Obama             | 20 ianuarie 2009  |
| Porto Rico                                        | Statele Unite ale Americii · (Stat liber asociat cu Statele Unite ale Americii, teritoriu neîncorporat, organizat) | Guvernator                                                                    | Alejandro García Padilla | 2 ianuarie 2012   |
| Samoa Americană                                   | Statele Unite ale Americii · (Teritoriu neîncorporat, organizat)                                                   | Președinte al Statelor Unite ale Americii                                     | Barack Obama             | 20 ianuarie 2009  |
| Samoa Americană                                   | Statele Unite ale Americii · (Teritoriu neîncorporat, organizat)                                                   | Guvernator                                                                    | Lolo Matalasi Moliga     | 3 ianuarie 2012   |
| Virgine Americane, Insulele                       | Statele Unite ale Americii · (Teritoriu neîncorporat, organizat)                                                   | Președinte al Statelor Unite ale Americii                                     | Barack Obama             | 20 ianuarie 2009  |
| Virgine Americane, Insulele                       | Statele Unite ale Americii · (Teritoriu neîncorporat, organizat)                                                   | Guvernatori (succesivi)                                                       | Kenneth E. Mapp          | 5 ianuarie 2015   |
| Virgine Americane, Insulele                       | Statele Unite ale Americii · (Teritoriu neîncorporat, organizat)                                                   | Guvernatori (succesivi)                                                       | John de Jongh            | 1 ianuarie 2007   |
| Wake, Insula sau Atolul Wake                      | Statele Unite ale Americii · (Teritoriu neîncorporat, neorganizat, nelocuit)                                       | Președinte al Statelor Unite ale Americii                                     | Barack Obama             | 20 ianuarie 2009  |
| Wake, Insula sau Atolul Wake                      | Statele Unite ale Americii · (Teritoriu neîncorporat, neorganizat, nelocuit)                                       | Administratoare                                                               | Esther Puakela Kia’aina  | 11 iulie 2014     |
| Wake, Insula sau Atolul Wake                      | Statele Unite ale Americii · (Teritoriu neîncorporat, neorganizat, nelocuit)                                       | Guvernator                                                                    | Gordon O. Tanne          | septembrie 2014   |

## Teritorii speciale ale Regatului Țărilor de Jos
| Teritoriu                                 | Suveranitate și statut                                                                                     | Funcția                                                                           | Numele                | Începând cu       |
| ----------------------------------------- | --- | --------------------------------------------------------------------------------- | --------------------- | ----------------- |
| Aruba                                     | Țările de Jos · (Stat constitutiv al Regatului Țărilor de Jos)                                             | Rege al Țărilor de Jos                                                            | Willem-Alexander      | 30 aprilie 2013   |
| Aruba                                     | Țările de Jos · (Stat constitutiv al Regatului Țărilor de Jos)                                             | Guvernator                                                                        | Fredis Refunjol       | 1 mai 2004        |
| Aruba                                     | Țările de Jos · (Stat constitutiv al Regatului Țărilor de Jos)                                             | Prim-ministru (ministru președinte)                                               | Mike Eman             | 30 octombrie 2009 |
| Bonaire                                   | Țările de Jos · [Municipalitate specială (entitate publlică caraibiană) în cadrul statului Țările de Jos.] | Rege al Țărilor de Jos                                                            | Willem-Alexander      | 30 aprilie 2013   |
| Bonaire                                   | Țările de Jos · [Municipalitate specială (entitate publlică caraibiană) în cadrul statului Țările de Jos.] | Prim-ministru al Țărilor de Jos                                                   | Mark Rutte            | 14 octombrie 2010 |
| Bonaire                                   | Țările de Jos · [Municipalitate specială (entitate publlică caraibiană) în cadrul statului Țările de Jos.] | Reprezentant național pentru entitățile publice Bonaire, Saba și Sfântul Eustatie | Gilbert Isabella      | 1 septembrie 2014 |
| Bonaire                                   | Țările de Jos · [Municipalitate specială (entitate publlică caraibiană) în cadrul statului Țările de Jos.] | Locotenent guvernator (gezaghebber)                                               | Edison Rijna          | 1 martie 2014     |
| Curaçao                                   | Țările de Jos · (Stat constitutiv al Regatului Țărilor de Jos)                                             | Rege al Țărilor de Jos                                                            | Willem-Alexander      | 30 aprilie 2013   |
| Curaçao                                   | Țările de Jos · (Stat constitutiv al Regatului Țărilor de Jos)                                             | Guvernatoare                                                                      | Lucille George-Wout   | 4 noiembrie 2013  |
| Curaçao                                   | Țările de Jos · (Stat constitutiv al Regatului Țărilor de Jos)                                             | Prim-miniștri (miniștri președinți) (succesivi)                                   | Ben Whiteman          | 1 septembrie 2015 |
| Curaçao                                   | Țările de Jos · (Stat constitutiv al Regatului Țărilor de Jos)                                             | Prim-miniștri (miniștri președinți) (succesivi)                                   | Ivar Asjes            | 7 iunie 2013      |
| Saba                                      | Țările de Jos · [Municipalitate specială (entitate publlică caraibiană) în cadrul statului Țările de Jos]  | Rege al Țărilor de Jos                                                            | Willem-Alexander      | 30 aprilie 2013   |
| Saba                                      | Țările de Jos · [Municipalitate specială (entitate publlică caraibiană) în cadrul statului Țările de Jos]  | Prim-ministru al Țărilor de Jos                                                   | Mark Rutte            | 14 octombrie 2010 |
| Saba                                      | Țările de Jos · [Municipalitate specială (entitate publlică caraibiană) în cadrul statului Țările de Jos]  | Reprezentant național pentru entitățile publice Bonaire, Saba și Sfântul Eustatie | Gilbert Isabella      | 1 septembrie 2014 |
| Saba                                      | Țările de Jos · [Municipalitate specială (entitate publlică caraibiană) în cadrul statului Țările de Jos]  | Locotenent guvernator (gezaghebber)                                               | Jonathan G.A. Johnson | 2 iulie 2008      |
| Sfântul Eustatie (Sint Eustatius)         | Țările de Jos · [Municipalitate specială (entitate publlică caraibiană) în cadrul statului Țările de Jos]  | Rege al Țărilor de Jos                                                            | Willem-Alexander      | 30 aprilie 2013   |
| Sfântul Eustatie (Sint Eustatius)         | Țările de Jos · [Municipalitate specială (entitate publlică caraibiană) în cadrul statului Țările de Jos]  | Prim-ministru al Țărilor de Jos                                                   | Mark Rutte            | 14 octombrie 2010 |
| Sfântul Eustatie (Sint Eustatius)         | Țările de Jos · [Municipalitate specială (entitate publlică caraibiană) în cadrul statului Țările de Jos]  | Reprezentant național pentru entitățile publice Bonaire, Saba și Sfântul Eustatie | Gilbert Isabella      | 1 septembrie 2014 |
| Sfântul Eustatie (Sint Eustatius)         | Țările de Jos · [Municipalitate specială (entitate publlică caraibiană) în cadrul statului Țările de Jos]  | Locotenent guvernator (gezaghebber)                                               | Gerald Berkel         | 1 aprilie 2010    |
| Sfântul Martin [Sint Maarten (Nederland)] | Țările de Jos · (Stat constitutiv al Regatului Țărilor de Jos)                                             | Rege al Țărilor de Jos                                                            | Willem-Alexander      | 30 aprilie 2013   |
| Sfântul Martin [Sint Maarten (Nederland)] | Țările de Jos · (Stat constitutiv al Regatului Țărilor de Jos)                                             | Guvernator                                                                        | Eugene Holiday        | 10 octombrie 2010 |
| Sfântul Martin [Sint Maarten (Nederland)] | Țările de Jos · (Stat constitutiv al Regatului Țărilor de Jos)                                             | Prim-miniștri (miniștri președinți) (succesivi)                                   | William Marlin        | 18 noiembrie 2015 |
| Sfântul Martin [Sint Maarten (Nederland)] | Țările de Jos · (Stat constitutiv al Regatului Țărilor de Jos)                                             | Prim-miniștri (miniștri președinți) (succesivi)                                   | Marcel Gumbs          | 17 decembrie 2014 |

## Alte teritorii nesuverane
| Teritoriu                                              | Suveranitate și statut                                                           | Funcția | Numele                                | Începând cu        |
| ------------------------------------------------------ | -------------------------------------------------------------------------------- | --- | ------------------------------------- | ------------------ |
| Adjaria (Acaristan)                                    | Georgia · (Republică autonomă)                                                   | Președinte al Georgiei                                                                                            | Giorgi Margvelashvili                 | 17 noiembrie 2013  |
| Adjaria (Acaristan)                                    | Georgia · (Republică autonomă)                                                   | Președinte al Consiliului Suprem                                                                                  | Avtandil Beridze                      | 28 octombrie 2012  |
| Adjaria (Acaristan)                                    | Georgia · (Republică autonomă)                                                   | Președinte al guvernului                                                                                          | Archil Khabadze                       | 30 octombrie 2012  |
| Alo                                                    | Wallis și Futuna (Regat tradițional)                                             | Administratori superiori ai Wallis și Futuna (succesivi)                                                          | Marcel Renouf                         | 19 ianuarie 2015   |
| Alo                                                    | Wallis și Futuna (Regat tradițional)                                             | Administratori superiori ai Wallis și Futuna (succesivi)                                                          | Michel Aubouin                        | 30 martie 2013     |
| Alo                                                    | Wallis și Futuna (Regat tradițional)                                             | Rege (Tu`i Agaifo)                                                                                                | Petelo Sea                            | 17 ianuarie 2014   |
| Alo                                                    | Wallis și Futuna (Regat tradițional)                                             | Prim-ministru (Tiafo)                                                                                             | Atonio Tuiseka                        | 2008 ?             |
| Antarctica                                             | Statele semnatare ale Tratatului Antarcticii (Teritoriu cu statut intrenational) | Secretar Executiv al Secretariatului Tratatului Antarctic                                                         | Manfred Reinke Germania)              | 1 septembrie 2009  |
| Antarctica Argentiniană                                | Argentina · (Teritoriu revendicat)                                               | Președinți ai Națiunii Argentiniene (succesivi)                                                                   | Mauricio Macri                        | 10 decembrie 2015  |
| Antarctica Argentiniană                                | Argentina · (Teritoriu revendicat)                                               | Președinți ai Națiunii Argentiniene (succesivi)                                                                   | Federico Pinedo (interimar)           | 10 decembrie 2015  |
| Antarctica Argentiniană                                | Argentina · (Teritoriu revendicat)                                               | Președinți ai Națiunii Argentiniene (succesivi)                                                                   | Cristina Fernández de Kirchner        | 10 decembrie 2007  |
| Antarctica Argentiniană                                | Argentina · (Teritoriu revendicat)                                               | Guvernatoare ale provinciei argentiniene Tierra del Fuego, Antarctica și Insulele Atlanticului de Sud (succesive) | Rosana Bertone                        | 17 decembrie 2015  |
| Antarctica Argentiniană                                | Argentina · (Teritoriu revendicat)                                               | Guvernatoare ale provinciei argentiniene Tierra del Fuego, Antarctica și Insulele Atlanticului de Sud (succesive) | Fabiana Rios                          | 10 decembrie 2007  |
| Antarctica Braziliană                                  | Brazilia · (Teritoriu revendicat informal)                                       | Președintă a Republicii Federale Brazilia                                                                         | Dilma Rousseff                        | 1 ianuarie 2011    |
| Antarctica Braziliană                                  | Brazilia · (Teritoriu revendicat informal)                                       | Coordonatori ai Comisiei Interministeriale Braziliene pentru Resurse Maritime (succesivi)                         | Eduardo Bacellar Leal Ferreira        | 7 februarie 2015   |
| Antarctica Braziliană                                  | Brazilia · (Teritoriu revendicat informal)                                       | Coordonatori ai Comisiei Interministeriale Braziliene pentru Resurse Maritime (succesivi)                         | Julio Soares de Moura Neto            | 1 martie 2007      |
| Antarctica Chiliană                                    | Chile · (Teritoriu revendicat)                                                   | Președintǎ a Republicii Chile                                                                                     | Michelle Bachelet                     | 11 martie 2014     |
| Antarctica Chiliană                                    | Chile · (Teritoriu revendicat)                                                   | Guvernator al provinciei Antartica Chileană                                                                       | Patricio Oyarzo Gaez                  | 11 martie 2014     |
| Athos, Statul Teocratic al Sfîntului Munte             | Grecia · (Republică monastică autonomă)                                          | Șefi ai statului (succesivi)                                                                                      | Nikos Kotzias                         | 22 septembrie 2015 |
| Athos, Statul Teocratic al Sfîntului Munte             | Grecia · (Republică monastică autonomă)                                          | Șefi ai statului (succesivi)                                                                                      | Petros Molyviatis                     | 28 august 2015     |
| Athos, Statul Teocratic al Sfîntului Munte             | Grecia · (Republică monastică autonomă)                                          | Șefi ai statului (succesivi)                                                                                      | Nikos Kotzias                         | 27 ianuarie 2015   |
| Athos, Statul Teocratic al Sfîntului Munte             | Grecia · (Republică monastică autonomă)                                          | Șefi ai statului (succesivi)                                                                                      | Evangelos Venizelos                   | 25 iunie 2013      |
| Athos, Statul Teocratic al Sfîntului Munte             | Grecia · (Republică monastică autonomă)                                          | Administrator laic                                                                                                | Aristos Kasmiroglou                   | 31 mai 2010        |
| Athos, Statul Teocratic al Sfîntului Munte             | Grecia · (Republică monastică autonomă)                                          | Lider spiritual                                                                                                   | Bartolomeu I                          | 22 octombrie 1991  |
| Athos, Statul Teocratic al Sfîntului Munte             | Grecia · (Republică monastică autonomă)                                          | Protoi (succesivi)                                                                                                | geron Pavlos (Mănăstirea Marea Lavră) | 14 iunie 2015      |
| Athos, Statul Teocratic al Sfîntului Munte             | Grecia · (Republică monastică autonomă)                                          | Protoi (succesivi)                                                                                                | geron Simeon (Mănăstirea Dionisiu)    | 14 iunie 2014      |
| Azore, Insulele                                        | Portugalia · (Regiune autonomă)                                                  | Președinte al Republicii Portugheze                                                                               | Aníbal Cavaco Silva                   | 9 martie 2006      |
| Azore, Insulele                                        | Portugalia · (Regiune autonomă)                                                  | Reprezentant al Republicii Portugheze                                                                             | Pedro Manuel dos Reis Alves Catarino  | 11 aprilie 2011    |
| Azore, Insulele                                        | Portugalia · (Regiune autonomă)                                                  | Președinte al Guvernului                                                                                          | Vasco Cordeiro                        | 6 noiembrie 2012   |
| Åland, Insulele (sau Insulele Aaland)                  | Finlanda · (Regiune autonomă)                                                    | Președinte al Republicii Finlanda                                                                                 | Sauli Niinistö                        | 1 martie 2012      |
| Åland, Insulele (sau Insulele Aaland)                  | Finlanda · (Regiune autonomă)                                                    | Guvernator (Landshövding)                                                                                         | Peter Lindbäck                        | 5 martie 1999      |
| Åland, Insulele (sau Insulele Aaland)                  | Finlanda · (Regiune autonomă)                                                    | Prim-miniștri (lantråd) (succesive)                                                                               | Katrin Sjögren                        | 25 noiembrie 2015  |
| Åland, Insulele (sau Insulele Aaland)                  | Finlanda · (Regiune autonomă)                                                    | Prim-miniștri (lantråd) (succesive)                                                                               | Camilla Gunell                        | 25 noiembrie 2011  |
| Badahșanul de Munte (sau Gorno Badahșan, GBAO)         | Tadjikistan · (Provincie autonomă)                                               | Președinte al Republicii Tadjikistan                                                                              | Emomali Rahmon                        | 19 noiembrie 1992  |
| Badahșanul de Munte (sau Gorno Badahșan, GBAO)         | Tadjikistan · (Provincie autonomă)                                               | Președinte al Hukumat                                                                                             | Shodikhon Jamshedov                   | 19 noiembrie 2013  |
| Bajo Nuevo, Bancul (sau Insula Petrel)                 | Columbia · (Insulǎ nelocuitǎ)                                                    | Președinte al Republicii Columbia                                                                                 | Juan Manuel Santos                    | 7 august 2010      |
| Bajo Nuevo, Bancul (sau Insula Petrel)                 | Columbia · (Insulǎ nelocuitǎ)                                                    | Guvernator al departamentului San Andrés y Providencia                                                            | Ronald Housni Jaller                  | 1 ianuarie 2015    |
| Barbuda                                                | Antigua și Barbuda · (Depedență autonomă)                                        | Regină a Antiguei și Barbudei                                                                                     | Elisabeta a II-a                      | 1 noiembrie 1981   |
| Barbuda                                                | Antigua și Barbuda · (Depedență autonomă)                                        | Guvernator general                                                                                                | sir Rodney Williams                   | 14 august 2014     |
| Barbuda                                                | Antigua și Barbuda · (Depedență autonomă)                                        | Președinți ai Consiliului Barbudei (succesivi)                                                                    | David Shaw                            | 1 aprilie 2015     |
| Barbuda                                                | Antigua și Barbuda · (Depedență autonomă)                                        | Președinți ai Consiliului Barbudei (succesivi)                                                                    | Arthur Manoah Nibbs                   | mai 2013           |
| Bougainville, Insulele                                 | Papua Noua Guinee · (Regiune autonomă)                                           | Regină a Papua Noua Guinee                                                                                        | Elisabeta a II-a                      | 16 septembrie 1971 |
| Bougainville, Insulele                                 | Papua Noua Guinee · (Regiune autonomă)                                           | Guvernator general al Papua Noua Guinee                                                                           | sir Michael Ogio                      | 20 decembrie 2010  |
| Bougainville, Insulele                                 | Papua Noua Guinee · (Regiune autonomă)                                           | Președinte | John Momis                            | 10 ianuarie 2010   |
| Canare, Insulele                                       | Spania · (Comunitate autonomă a Spaniei)                                         | Rege al Spaniei                                                                                                   | Felipe al VI-lea                      | 17 iunie 2014      |
| Canare, Insulele                                       | Spania · (Comunitate autonomă a Spaniei)                                         | Delegați ai guvernului spaniol (succesivi)                                                                        | Enrique Hernández Bento               | 14 noiembrie 2015  |
| Canare, Insulele                                       | Spania · (Comunitate autonomă a Spaniei)                                         | Delegați ai guvernului spaniol (succesivi)                                                                        | María del Carmen Hernández Bento      | 31 decembrie 2011  |
| Canare, Insulele                                       | Spania · (Comunitate autonomă a Spaniei)                                         | Președinți ai Guvernului (succesivi)                                                                              | Fernando Clavijo Batlle               | 9 iulie 2015       |
| Canare, Insulele                                       | Spania · (Comunitate autonomă a Spaniei)                                         | Președinți ai Guvernului (succesivi)                                                                              | Paulino Rivero                        | 13 iulie 2007      |
| Carriacou și Petite Martinique                         | Grenada · (Dependență de jure autonomă)                                          | Regină a Grenadei                                                                                                 | Elisabeta a II-a                      | 7 februarie 1974   |
| Carriacou și Petite Martinique                         | Grenada · (Dependență de jure autonomă)                                          | Guvernatoare generală a Grenadei                                                                                  | dame Cécile La Grenade                | 7 aprilie 2013     |
| Carriacou și Petite Martinique                         | Grenada · (Dependență de jure autonomă)                                          | Ministru însărcinat cu Carriacou și Petite Martinique                                                             | Elvin Nimrod                          | 3 martie 2013      |
| Ceuta                                                  | Spania · (Oraș autonom al Spaniei)                                               | Rege al Spaniei                                                                                                   | Felipe al VI-lea                      | 17 iunie 2014      |
| Ceuta                                                  | Spania · (Oraș autonom al Spaniei)                                               | Delegați ai Guvernului spaniol (succesivi)                                                                        | Nicolás Fernández Cucurull            | 20 iunie 2015      |
| Ceuta                                                  | Spania · (Oraș autonom al Spaniei)                                               | Delegați ai Guvernului spaniol (succesivi)                                                                        | Francisco Antonio González Pérez      | 31 decembrie 2011  |
| Ceuta                                                  | Spania · (Oraș autonom al Spaniei)                                               | Primar președinte                                                                                                 | Juan Jesús Vivas Lara                 | 7 februarie 2001   |
| Feroe, Insulele (sau Insulele Færøerne)                | Danemarca · (Regiune autonomă)                                                   | Regină a Danemarcei                                                                                               | Margareta a II-a                      | 14 ianuarie 1972   |
| Feroe, Insulele (sau Insulele Færøerne)                | Danemarca · (Regiune autonomă)                                                   | Înalt comisar (Rigsombudsmand)                                                                                    | Dan M. Knudsen                        | 1 ianuarie 2008    |
| Feroe, Insulele (sau Insulele Færøerne)                | Danemarca · (Regiune autonomă)                                                   | Prim-miniștri (Løgmað) (succesivi)                                                                                | Aksel V. Johannesen                   | 16 septembrie 2016 |
| Feroe, Insulele (sau Insulele Færøerne)                | Danemarca · (Regiune autonomă)                                                   | Prim-miniștri (Løgmað) (succesivi)                                                                                | Kaj Leo Johannesen                    | 26 septembrie 2008 |
| Galapagos, Insulele (sau Arhipelagul Colón)            | Ecuador · (Provincie)                                                            | Președinte al Republicii Ecuador                                                                                  | Rafael Correa                         | 15 ianuarie 2007   |
| Galapagos, Insulele (sau Arhipelagul Colón)            | Ecuador · (Provincie)                                                            | Guvernatori (succesivi)                                                                                           | Eliécer Cruz Bedón                    | 29 aprilie 2015    |
| Galapagos, Insulele (sau Arhipelagul Colón)            | Ecuador · (Provincie)                                                            | Guvernatori (succesivi)                                                                                           | Jorge Alfredo Torres Pallo            | 18 septembrie 2008 |
| Galapagos, Insulele (sau Arhipelagul Colón)            | Ecuador · (Provincie)                                                            | Președinți ai Consiliului de Guvernare cu Regim Special (succesivi)                                               | Eliécer Cruz Bedón ,                  | 29 aprilie 2015    |
| Galapagos, Insulele (sau Arhipelagul Colón)            | Ecuador · (Provincie)                                                            | Președinți ai Consiliului de Guvernare cu Regim Special (succesivi)                                               | María Isabel Salvador Crespo          | august 2013        |
| Galmudug                                               | Somalia · (Stat autonom în cadrul Somaliei)                                      | Președinte al Republicii Federale Somalia                                                                         | Hassan Sheikh Mohamoud                | 10 septembrie 2012 |
| Galmudug                                               | Somalia · (Stat autonom în cadrul Somaliei)                                      | Președinți (succesivi)                                                                                            | Abdi Karim Hussein                    | 23 iulie 2015      |
| Galmudug                                               | Somalia · (Stat autonom în cadrul Somaliei)                                      | Președinți (succesivi)                                                                                            | Abdi Hasan Awale                      | 14 august 2012     |
| Găgăuzia (sau Gagauz-Yeri)                             | Moldova, Republica (District autonom)                                            | Președinte al Republicii Moldova                                                                                  | Nicolae Timofti                       | 23 martie 2013     |
| Găgăuzia (sau Gagauz-Yeri)                             | Moldova, Republica (District autonom)                                            | Guvernatori (bașkan) (succesivi)                                                                                  | Irina Vlah                            | 15 aprilie 2015    |
| Găgăuzia (sau Gagauz-Yeri)                             | Moldova, Republica (District autonom)                                            | Guvernatori (bașkan) (succesivi)                                                                                  | Mihail Formuzal                       | 29 decembrie 2006  |
| Gilgit-Baltistan                                       | Pakistan · (Provincie autonomâ)                                                  | Președinte al Republicii Pakistan                                                                                 | Mamnoon Hussain                       | 9 septembrie 2013  |
| Gilgit-Baltistan                                       | Pakistan · (Provincie autonomâ)                                                  | Guvernatori (succesivi)                                                                                           | Mir Ghazanfar Ali Khan                | 24 noiembrie 2015  |
| Gilgit-Baltistan                                       | Pakistan · (Provincie autonomâ)                                                  | Guvernatori (succesivi)                                                                                           | Mohammad Barjees Tahir                | 16 februarie 2015  |
| Gilgit-Baltistan                                       | Pakistan · (Provincie autonomâ)                                                  | Guvernatori (succesivi)                                                                                           | Karam Ali Shah                        | 26 ianuarie 2011   |
| Gilgit-Baltistan                                       | Pakistan · (Provincie autonomâ)                                                  | Miniștri Șefi (succesivi)                                                                                         | Hafiz Hafeezur Rehman                 | 26 iunie 2015      |
| Gilgit-Baltistan                                       | Pakistan · (Provincie autonomâ)                                                  | Miniștri Șefi (succesivi)                                                                                         | Sher Jahan Mir (interimar)            | 12 decembrie 2014  |
| Groenlanda                                             | Danemarca · (Regiune autonomă)                                                   | Regină a Danemarcei                                                                                               | Margareta a II-a                      | 14 ianuarie 1972   |
| Groenlanda                                             | Danemarca · (Regiune autonomă)                                                   | Înalt comisar (Rigsombudsmandur)                                                                                  | Mikaela Engell                        | 1 aprilie 2011     |
| Groenlanda                                             | Danemarca · (Regiune autonomă)                                                   | Premier (conducător al Guvernului Landsstyreformanden)                                                            | Kim Kielsen                           | 1 octombrie 2014   |
| Hong Kong (sau Xianggang)                              | China (Regiune administrativă specială)                                          | Președinte al Republicii Populare Chineze                                                                         | Xi Jinping                            | 14 martie 2013     |
| Hong Kong (sau Xianggang)                              | China (Regiune administrativă specială)                                          | Șef al executivului                                                                                               | Leung Chun-ying                       | 1 iulie 2012       |
| Jubaland                                               | Somalia · (Stat autonom în cadrul Somaliei)                                      | Președinte al Republicii Federale Somalia                                                                         | Hassan Sheikh Mohamoud                | 10 septembrie 2012 |
| Jubaland                                               | Somalia · (Stat autonom în cadrul Somaliei)                                      | Președinte | Sheikh Ahmed Mohamed Islam "Madobe" , | 20 ianuarie 2014   |
| Karakalpakstan                                         | Uzbekistan · (Republică autonomă)                                                | Președinte al Republicii Uzbekistan                                                                               | Islam Karimov                         | 24 martie 1990     |
| Karakalpakstan                                         | Uzbekistan · (Republică autonomă)                                                | Președinte al Jokargy Kenes                                                                                       | Musa Yerniyazov                       | 2 mai 2002         |
| Karakalpakstan                                         | Uzbekistan · (Republică autonomă)                                                | Președinte al Consiliului de Miniștri                                                                             | Bakhodir Yangiboyev                   | 3 martie 2006      |
| Kurdistanul Irakian                                    | Irak · (Regiune autonomă)                                                        | Președinte al Republicii Irak                                                                                     | Fuad Masum                            | 24 iulie 2014      |
| Kurdistanul Irakian                                    | Irak · (Regiune autonomă)                                                        | Președinte | Massoud Barzani ,                     | 14 iunie 2005      |
| Kurdistanul Irakian                                    | Irak · (Regiune autonomă)                                                        | Prim-ministru | Nechervan Barzani ,                   | 7 martie 2012      |
| Macao (sau Àomén)                                      | China (Regiune administrativă specială)                                          | Președinte al Republicii Populare Chineze                                                                         | Xi Jinping                            | 14 martie 2013     |
| Macao (sau Àomén)                                      | China (Regiune administrativă specială)                                          | Șef al executivului                                                                                               | Fernando Chui Sai On                  | 20 decembrie 2009  |
| Madeira, Insulele                                      | Portugalia · (Regiune autonomă)                                                  | Președinte al Republicii Portugheze                                                                               | Aníbal Cavaco Silva                   | 9 martie 2006      |
| Madeira, Insulele                                      | Portugalia · (Regiune autonomă)                                                  | Reprezentant al Republicii Portugheze                                                                             | Irineu Cabral Barreto                 | 11 aprilie 2011    |
| Madeira, Insulele                                      | Portugalia · (Regiune autonomă)                                                  | Președinți ai Guvernului (succesivi)                                                                              | Miguel Albuquerque                    | 20 aprilie 2015    |
| Madeira, Insulele                                      | Portugalia · (Regiune autonomă)                                                  | Președinți ai Guvernului (succesivi)                                                                              | Alberto João Jardim                   | 17 martie 1978     |
| Melilla                                                | Spania · (Oraș autonom al Spaniei)                                               | Rege al Spaniei                                                                                                   | Felipe al VI-lea                      | 17 iunie 2014      |
| Melilla                                                | Spania · (Oraș autonom al Spaniei)                                               | Delegat al Guvernului spaniol                                                                                     | Abdelmalik El Barkani Abdelkader      | 31 decembrie 2011  |
| Melilla                                                | Spania · (Oraș autonom al Spaniei)                                               | Primar președinte                                                                                                 | Juan José Imbroda Ortiz               | 19 iulie 2000      |
| Mindanao musulman                                      | Filipine · (Regiune autonomă)                                                    | Președinte al Republicii Filipine                                                                                 | Benigno Aquino III                    | 30 iunie 2010      |
| Mindanao musulman                                      | Filipine · (Regiune autonomă)                                                    | Guvernator | Mujiv Hataman                         | 22 decembrie 2011  |
| Nahicivan                                              | Azerbaidjan · (Republică autonomă)                                               | Președinte al Republicii Azerbaidjan                                                                              | Ilham Aliyev ,                        | 15 octombrie 2003  |
| Nahicivan                                              | Azerbaidjan · (Republică autonomă)                                               | Președinte al Consiliului Suprem                                                                                  | Vasif Talıbov                         | 16 decembrie 1995  |
| Nahicivan                                              | Azerbaidjan · (Republică autonomă)                                               | Prim-ministru | Alovsat Bakhshiyev                    | 2000               |
| Nevis, Insula                                          | Sfântul Cristofor și Nevis · (Insulă autonomă)                                   | Regină a Sfântului Cristofor și Nevisului                                                                         | Elisabeta a II-a                      | 19 septembrie 1979 |
| Nevis, Insula                                          | Sfântul Cristofor și Nevis · (Insulă autonomă)                                   | Guvernatori generali ai Sfântului Cristofor și Nevisului (succesivi)                                              | sir Samuel Weymouth Tapley Seaton     | 19 mai 2015        |
| Nevis, Insula                                          | Sfântul Cristofor și Nevis · (Insulă autonomă)                                   | Guvernatori generali ai Sfântului Cristofor și Nevisului (succesivi)                                              | sir Edmund Lawrence                   | 2 ianuarie 2013    |
| Nevis, Insula                                          | Sfântul Cristofor și Nevis · (Insulă autonomă)                                   | Viceguvernator general                                                                                            | Eustace John                          | 15 ianuarie 1994   |
| Nevis, Insula                                          | Sfântul Cristofor și Nevis · (Insulă autonomă)                                   | Prim-ministru | Vance Amory                           | 13 ianuarie 2013   |
| Paștelui, Insula                                       | Chile · (Provincie)                                                              | Președintǎ a Republicii Chile                                                                                     | Michelle Bachelet                     | 11 martie 2014     |
| Paștelui, Insula                                       | Chile · (Provincie)                                                              | Guvernatoare (succesive)                                                                                          | Melania Carolina Hotu Hey             | 9 septembrie 2015  |
| Paștelui, Insula                                       | Chile · (Provincie)                                                              | Guvernatoare (succesive)                                                                                          | Marta Hotus Tuki                      | 11 martie 2014     |
| Paștelui, Insula                                       | Chile · (Provincie)                                                              | Primar | Pedro Edmunds Paoa                    | noiembrie 2012     |
| Principe, Insula                                       | São Tomé și Príncipe · (Provincie cu autoguvernare)                              | Președinte al Republicii Sao Tome și Principe                                                                     | Manuel Pinto da Costa                 | 3 septembrie 2011  |
| Principe, Insula                                       | São Tomé și Príncipe · (Provincie cu autoguvernare)                              | Președinte al guvernului regional                                                                                 | José Cardoso Cassandra                | 5 octombrie 2006   |
| 'Prințul Eduard, Insulele                              | Africa de Sud · (Insule izolate și nelocuite atașate orașului Cape Town)         | Președinte al Republicii Africa de Sud                                                                            | Jacob Zuma                            | 9 mai 2009         |
| 'Prințul Eduard, Insulele                              | Africa de Sud · (Insule izolate și nelocuite atașate orașului Cape Town)         | Primar al orașului Cape Town                                                                                      | Patricia de Lille                     | 1 iunie 2011       |
| 'Prințul Eduard, Insulele                              | Africa de Sud · (Insule izolate și nelocuite atașate orașului Cape Town)         | Director de Asistență pentru Oceanul de Sud și Antarctica                                                         | Nishendra Devanunthan                 | 1 iulie 2013       |
| Puntland (vezi și : §15)                               | Somalia · (Stat autonom în cadrul Somaliei                                       | Președinte al Republicii Federale Somalia                                                                         | Hassan Sheikh Mohamoud                | 10 septembrie 2012 |
| Puntland (vezi și : §15)                               | Somalia · (Stat autonom în cadrul Somaliei                                       | Președinte | Abdiweli Mohamed Ali                  | 8 ianuarie 2014    |
| Rodrigues, Insula                                      | Mauritius · (Insulă autonomă)                                                    | Președinți ai Republicii Mauritius (succesivi)                                                                    | Ameenah Gurib-Fakim                   | 5 iunie 2015       |
| Rodrigues, Insula                                      | Mauritius · (Insulă autonomă)                                                    | Președinți ai Republicii Mauritius (succesivi)                                                                    | Monique Ohsan-Bellepeau (interimarǎ)  | 29 mai 2015        |
| Rodrigues, Insula                                      | Mauritius · (Insulă autonomă)                                                    | Președinți ai Republicii Mauritius (succesivi)                                                                    | Rajkeswur Purryag                     | 21 iulie 2012      |
| Rodrigues, Insula                                      | Mauritius · (Insulă autonomă)                                                    | Comisar Șef | Louis Serge Clair                     | 11 februarie 2012  |
| Rodrigues, Insula                                      | Mauritius · (Insulă autonomă)                                                    | Director General                                                                                                  | Jacques Davis Hee Hong Wye            | 13 februarie 2012  |
| Rosalind, Bancul (sau Bancul Rosalinda sau Rosa Linda) | Columbia · (Atol submers nelocuit)                                               | Președinte al Republicii Columbia                                                                                 | Juan Manuel Santos                    | 7 august 2010      |
| Rosalind, Bancul (sau Bancul Rosalinda sau Rosa Linda) | Columbia · (Atol submers nelocuit)                                               | Guvernator al departamentului San Andrés y Providencia                                                            | Ronald Housni Jaller                  | 1 ianuarie 2015    |
| Serranilla, Bancul                                     | Columbia · ( Insulǎ nelocuitǎ)                                                   | Președinte al Republicii Columbia                                                                                 | Juan Manuel Santos                    | 7 august 2010      |
| Serranilla, Bancul                                     | Columbia · ( Insulǎ nelocuitǎ)                                                   | Guvernator al departamentului San Andrés y Providencia                                                            | Ronald Housni Jaller                  | 1 ianuarie 2015    |
| Sigavé                                                 | Wallis și Futuna (Regat tradițional)                                             | Administratori superiori ai Wallis și Futuna (succesivi)                                                          | Marcel Renouf                         | 19 ianuarie 2015   |
| Sigavé                                                 | Wallis și Futuna (Regat tradițional)                                             | Administratori superiori ai Wallis și Futuna (succesivi)                                                          | Michel Aubouin                        | 30 martie 2013     |
| Sigavé                                                 | Wallis și Futuna (Regat tradițional)                                             | Rege (Sau) | funcție vacantă                       | 24 octombrie 2014  |
| Sigavé                                                 | Wallis și Futuna (Regat tradițional)                                             | Prim-miniștri (Kaifakaului) (succesivi)                                                                           | Visesio Atufele                       | 11 noiembrie 2015  |
| Sigavé                                                 | Wallis și Futuna (Regat tradițional)                                             | Prim-miniștri (Kaifakaului) (succesivi)                                                                           | Ateliano Keletaona                    | 9 octombrie 2014   |
| Somalia de Sud-Vest                                    | Somalia · (Stat autonom în cadrul Somaliei)                                      | Președinte al Republicii Federalr Somalia                                                                         | Hassan Sheikh Mohamoud                | 10 septembrie 2012 |
| Somalia de Sud-Vest                                    | Somalia · (Stat autonom în cadrul Somaliei)                                      | Președinte | Sharif Hassan Sheikh Aden             | 3 decembrie 2014   |
| Tobago, Insula                                         | Trinidad și Tobago (Regiune autonomă) (Regiune autonomă)                         | Președinte al Republicii Trinidad și Tobago                                                                       | Anthony Carmona                       | 18 martie 2013     |
| Tobago, Insula                                         | Trinidad și Tobago (Regiune autonomă) (Regiune autonomă)                         | Secretar șef al Camerii Adunării                                                                                  | Orville London                        | 29 ianuarie 2001   |
| Uvea                                                   | Wallis și Futuna (Regat tradițional)                                             | Administratori superiori ai Wallis și Futuna (succesivi)                                                          | Marcel Renouf                         | 19 ianuarie 2015   |
| Uvea                                                   | Wallis și Futuna (Regat tradițional)                                             | Administratori superiori ai Wallis și Futuna (succesivi)                                                          | Michel Aubouin                        | 30 martie 2013     |
| Uvea                                                   | Wallis și Futuna (Regat tradițional)                                             | Rege (Lavelua) | funcție vacantă                       | 2 septembrie 2014  |
| Uvea                                                   | Wallis și Futuna (Regat tradițional)                                             | Prim-ministru (Kalae Kivalu)                                                                                      | Akusitino Manakofaiva                 | 11 septembrie 2014 |
| Voivodina                                              | Serbia · (Provincie autonomă)                                                    | Președinte al Republicii Serbia                                                                                   | Tomislav Nikolić                      | 31 mai 2012        |
| Voivodina                                              | Serbia · (Provincie autonomă)                                                    | Președinte al Adunǎrii                                                                                            | Ištvan Pastor                         | 22 iunie 2012      |
| Voivodina                                              | Serbia · (Provincie autonomă)                                                    | Președinte al Guvernului                                                                                          | Bojan Pajtić                          | 14 decembrie 2009  |
| Zanzibar, Arhipelagul                                  | Tanzania · (Entitate administrativă autonomă)                                    | Președinți ai Republicii Tanzania (succesivi)                                                                     | John Magufuli                         | 5 noiembrie 2015   |
| Zanzibar, Arhipelagul                                  | Tanzania · (Entitate administrativă autonomă)                                    | Președinți ai Republicii Tanzania (succesivi)                                                                     | Jakaya Mrisho Kikwete                 | 21 decembrie 2005  |
| Zanzibar, Arhipelagul                                  | Tanzania · (Entitate administrativă autonomă)                                    | Președinte | Ali Mohamed Shein                     | 3 noiembrie 2010   |

## Teritorii nesuverane neutre sau cu statut contestat
| Teritoriu         | Suveranitate și statut |
| ----------------- | --- |
| Paracel, Insulele | Arhipelag ocupat de facto de Republica Populară Chineză. Revendicat de Taiwan și de Vietnam. |
| Spratly, Insulele | Arhipelag revendicat integral de Republica Populară Chineză, Taiwan și Vietnam. Porțiuni revendicate de Filipine și Malaezia. Brunei revendică o zonă de pescuit care se suprapune peste insulele de sud dar nu a formulat revendicări formale. 45 de insule sunt ocupate de mici forțe militare ale Republicii Populare Chineze, Taiwanului, Filipinelor și Malaeziei. |
| Țara Marie Byrd   | Teritoriu nerevendicat, considerat ca aparținând Statelor Unite ale Americii, deși nu există o revendicare formală. |

## Guverne în exil și / sau alterantive
| Entitate                                                                                       | Suveranitate recunoscută Internațional În concurență cu (Statut) | Funcția                                                                            | Numele | Începând cu          |
| ---------------------------------------------------------------------------------------------- | --- | ---------------------------------------------------------------------------------- | --- | -------------------- |
| Republica Autonemă Abhazia (vezi și : §2)                                                      | Georgia · Guvernul Republicii independente Abhazia · (Guvernul Republicii Autoneme Abhazia) | Președinte al Consliului Suprem                                                    | Elguja Gvazava | 20 martie 2009       |
| Republica Autonemă Abhazia (vezi și : §2)                                                      | Georgia · Guvernul Republicii independente Abhazia · (Guvernul Republicii Autoneme Abhazia) | Președinte al Guvernului                                                           | Vakhtang Kolbaia (interimar)                                                                                      | 7 aprilie 2013       |
| Awdalland                                                                                      | Somalia · Guvernul Republicii Somalia · Somaliland · (Guvernul statului autonom Awdalland) | Președinte                                                                         | Rashiid Awnur Hersi                                                                                               | 15 februarie 2012    |
| Republica Populară Belarus                                                                     | Belarus Guvernul Republicii Belarus (Guvernul Republicii Populare Belarus) | Președintă a Radei                                                                 | Ivonka Survilla                                                                                                   | 1997                 |
| Emiratul Caucaz                                                                                | Rusia · Guvernul Federației Ruse · Administrațiile unor diviziuni administrative ale Federației Ruse · (Entitatea Emiratul Caucaz)                                                                              | Emiri (succesivi)                                                                  | Zalim Shebzukhov                                                                                                  | 12 august 2015       |
| Emiratul Caucaz                                                                                | Rusia · Guvernul Federației Ruse · Administrațiile unor diviziuni administrative ale Federației Ruse · (Entitatea Emiratul Caucaz)                                                                              | Emiri (succesivi)                                                                  | Mukhammad Abu Usman                                                                                               | 28 mai 2015          |
| Emiratul Caucaz                                                                                | Rusia · Guvernul Federației Ruse · Administrațiile unor diviziuni administrative ale Federației Ruse · (Entitatea Emiratul Caucaz)                                                                              | Emiri (succesivi)                                                                  | funcție vacantă                                                                                                   | 19 aprilie 2015      |
| Emiratul Caucaz                                                                                | Rusia · Guvernul Federației Ruse · Administrațiile unor diviziuni administrative ale Federației Ruse · (Entitatea Emiratul Caucaz)                                                                              | Emiri (succesivi)                                                                  | Ali Abu Mukhammad                                                                                                 | 18 martie 2014       |
| Cirenaica                                                                                      | Libia · Guvernul Salvării Naționale al Libiei · Guvernul Provizoriu (al Camerei Reprezentanților a Libiei) · Administrațiile unor districte ale Libiei · (Consiliul Cirenaicei și Biroul politic al Cirenaicei) | Șefi ai regiunii (în concurență)                                                   | Ibrahim Jadhran [șef al Biroului politic al Cirenaicei (BPC)] (corevendicator din 24 octombrie 2013 până în 2015) | 24 octombrie 2013    |
| Cirenaica                                                                                      | Libia · Guvernul Salvării Naționale al Libiei · Guvernul Provizoriu (al Camerei Reprezentanților a Libiei) · Administrațiile unor districte ale Libiei · (Consiliul Cirenaicei și Biroul politic al Cirenaicei) | Șefi ai regiunii (în concurență)                                                   | Ahmed al-Senussi , (șef al Consiliului Cirenaicei) (corevendicator din 24 octombrie 2013 până în 2015)            | 6 martie 2012 - 2015 |
| Cirenaica                                                                                      | Libia · Guvernul Salvării Naționale al Libiei · Guvernul Provizoriu (al Camerei Reprezentanților a Libiei) · Administrațiile unor districte ale Libiei · (Consiliul Cirenaicei și Biroul politic al Cirenaicei) | Prim-ministru                                                                      | aparent inactiv după 2014                                                                                         | 2015                 |
| Cirenaica                                                                                      | Libia · Guvernul Salvării Naționale al Libiei · Guvernul Provizoriu (al Camerei Reprezentanților a Libiei) · Administrațiile unor districte ale Libiei · (Consiliul Cirenaicei și Biroul politic al Cirenaicei) | Prim-ministru                                                                      | Abd-Rabbo al-Baraasi                                                                                              | 3 noiembrie 2013     |
| Crimeea                                                                                        | Ucraina · Guvernul Federației Ruse · Republica Crimeea din cadrul Frderației Ruse · (Administrația în exil a Republicii Autonome Crimea)                                                                        | Președinte al Ucrainei                                                             | Petro Poroshenko                                                                                                  | 7 iunie 2014         |
| Crimeea                                                                                        | Ucraina · Guvernul Federației Ruse · Republica Crimeea din cadrul Frderației Ruse · (Administrația în exil a Republicii Autonome Crimea)                                                                        | Reprezentantǎ a președintelui Ucrainei                                             | Nataliya Popovych                                                                                                 | 22 mai 2014          |
| Guvernul Alternativ al Estoniei                                                                | Estonia · Guvernul Republicii Estonia · (Guvern succesor al guvernului în exil din timpul ocupației sovietice)                                                                                                  | Președinte                                                                         | Kalev Ots | 28 noiembrie 2003    |
| Guvernul Alternativ al Estoniei                                                                | Estonia · Guvernul Republicii Estonia · (Guvern succesor al guvernului în exil din timpul ocupației sovietice)                                                                                                  | Prim-ministru                                                                      | Ahti Mänd (prim-ministru adjunct)                                                                                 | 7 decembrie 2003     |
| Himan și Heeb                                                                                  | Somalia · Guvernul Republicii Somalia · (Guvernul statului autonom Himan și Heeb) | Stat dizolvat                                                                      | | 16 aprilie 2015      |
| Himan și Heeb                                                                                  | Somalia · Guvernul Republicii Somalia · (Guvernul statului autonom Himan și Heeb) | Președinte                                                                         | Abdullahi Ali Mohamed                                                                                             | 13 iunie 2013        |
| Khatumo                                                                                        | Somalia · Guvernul Republicii Somalia · Somaliland · Puntland · (Guvernul statului autonom Khatumo) | Președinte                                                                         | Ali Khalif Galaydh                                                                                                | 1 septembrie 2014    |
| Administrația sârbă a Kosovo                                                                   | Serbia sau Kosovo · Guvernul Kosovo · (Provincia Autonomă Kosovo și Metohia din cadrul Republicii Serbia) | Director al Biroului pentru Kosovo și Metohia                                      | Marko Đurić | 2 septembrie 2013    |
| Administrația sârbă a Kosovo                                                                   | Serbia sau Kosovo · Guvernul Kosovo · (Provincia Autonomă Kosovo și Metohia din cadrul Republicii Serbia) | Prefect al distrctului Kosovo                                                      | Srdjan Petković                                                                                                   | 26 mai 2014          |
| Administrația sârbă a Kosovo                                                                   | Serbia sau Kosovo · Guvernul Kosovo · (Provincia Autonomă Kosovo și Metohia din cadrul Republicii Serbia) | Prefect al distrctului Kosovo-Pomoravlje                                           | Srdjan Mitrović                                                                                                   | 4 martie 2013        |
| Administrația sârbă a Kosovo                                                                   | Serbia sau Kosovo · Guvernul Kosovo · (Provincia Autonomă Kosovo și Metohia din cadrul Republicii Serbia) | Prefect al distrctului Kosovska Mitrovica                                          | Vaso Jelić | 21 octombrie 2013    |
| Administrația sârbă a Kosovo                                                                   | Serbia sau Kosovo · Guvernul Kosovo · (Provincia Autonomă Kosovo și Metohia din cadrul Republicii Serbia) | Prefect al distrctului Peć                                                         | Vinka Radosavljević                                                                                               | 7 martie 2013        |
| Administrația sârbă a Kosovo                                                                   | Serbia sau Kosovo · Guvernul Kosovo · (Provincia Autonomă Kosovo și Metohia din cadrul Republicii Serbia) | Prefect al distrctului Prizren                                                     | Jovica Budurić | 11 decembrie 2008    |
| Cantoanele democratic-autonome Cîzirê (Jazira), Efrîn (Afrin) și Kobane din Kurdistanul Sirian | Siria · Guvernul Republicii Arabe Siriene · Administrațiile unor guvernorate ale Republicii Arabe Siriene · (Autoadministrația descentralizatǎ a Rojavei)                                                       | Copreședinți ai Consiliului Popular din Kurdistanul de Vest                        | Ebdelselam Ehmed și Sinem Mihemed (conducători de facto) ,                                                        | noiembrie 2013       |
| Guvernul Salvării Naționale al Libiei                                                          | Libia Guvernul provizoriu (al Camerei Reprezentanților a Libiei) (Guvern alternativ) | Președinte al Noului Congres Național General                                      | Nouri Abusahmain , (corevendicator ȋncepȃnd cu 25 august 2014)                                                    | 25 august 2014       |
| Guvernul Salvării Naționale al Libiei                                                          | Libia Guvernul provizoriu (al Camerei Reprezentanților a Libiei) (Guvern alternativ) | Prim-miniștri (miniștri președinți) (succesivi)                                    | Khalifa al-Ghawi , (corevendicator ȋncepȃnd cu 1 aprilie 2015)                                                    | 1 aprilie 2015       |
| Guvernul Salvării Naționale al Libiei                                                          | Libia Guvernul provizoriu (al Camerei Reprezentanților a Libiei) (Guvern alternativ) | Prim-miniștri (miniștri președinți) (succesivi)                                    | Omar al-Hassi (corevendicator din 6 septembrie 2014 până în 1 aprilie 2015)                                       | 6 septembrie 2014    |
| Logone, Republica Nume oficial Republica Dar al-Kuti                                           | Centrafricană, Republica Guvernul Republicii Centrafricane Administrațiile unor prefecturi ale Republicii Centrafricane (Republicǎ autonomǎ autoproclamat)                                                      | Conducǎtor                                                                         | Noureddine Adam                                                                                                   | 14 decembrie 2015    |
| Maluku (Insulelor Moluce) de Sud, Republica                                                    | Indonezia · Guvernul Republicii Indonezia · Administrația provinciei Maluku din cadrul Republicii Indonezia · (Guvernul în exil al Republicii Maluku Selantan)                                                  | Președinte                                                                         | John Wattilete | 17 aprilie 2010      |
| Entitatea Provizorie Osetia de Sud (vezi și : §2)                                              | Georgia · Guvernul Republicii independente Osetia de Sud · (Guvernul Entității Provizorii Osetia de Sud) | Șef al Administrației Provizorii                                                   | Dmitri Sanakoïev                                                                                                  | 10 mai 2007          |
| Guvernul Interimar al Siriei                                                                   | Siria · Guvernul Republicii Arabe Siriene · (Guvern alternativ al opoziției siriene) | Președinții Coaliției Naționale a Forțelor de Opoziție și a Revoluției (succesivi) | Khalid Khouja | 5 ianuarie 2015      |
| Guvernul Interimar al Siriei                                                                   | Siria · Guvernul Republicii Arabe Siriene · (Guvern alternativ al opoziției siriene) | Președinții Coaliției Naționale a Forțelor de Opoziție și a Revoluției (succesivi) | Hadi al-Bahra | 9 iulie 2014         |
| Guvernul Interimar al Siriei                                                                   | Siria · Guvernul Republicii Arabe Siriene · (Guvern alternativ al opoziției siriene) | Prim-ministru                                                                      | Ahmad Tu'mah (interimar)                                                                                          | 15 octombrie 2014    |
| Administrația Centrală Tibetană                                                                | China Guvernul Republicii Populare Chineze Administeația Regiunii autonome Xizang din cadrul Republicii Populare Chineze (Guvern în exil)                                                                       | Dalai Lama                                                                         | Tenzin Gyatso | 25 august 1939       |
| Administrația Centrală Tibetană                                                                | China Guvernul Republicii Populare Chineze Administeația Regiunii autonome Xizang din cadrul Republicii Populare Chineze (Guvern în exil)                                                                       | Președinte al Administrației Centrale (Sikyong)                                    | Lobsang Sangay | 8 august 2011        |
| Guvernul Comitetului Revoluționar Suprem al Yemenului                                          | Yemen Guvernul Republicii Yemen (Guvern alternativ instituit de Consiliul Politic Suprem al Yemenului) | Președinte al Comitetului Revoluționar Suprem                                      | Mohammed Ali al-Houthi (corevendicator începând cu 21 februarie 2015)                                             | 6 februarie 2015     |
| Zeila și Lughaya                                                                               | Somalia · Guvernul Republicii Somalia · Somaliland · Awdalland · (Guvernul statului autonom Zeila și Lughaya)                                                                                                   | Președinte                                                                         | Mahad Abiib Mahamoud                                                                                              | 7 februarie 2012     |